# Desafío XX
Desafío 2024: XX años es la vigésima temporada del reality show colombiano Desafío, producido y emitido por Caracol Televisión.
En esta ocasión, nuevamente se cuenta con Andrea Serna como presentadora principal, quien llega a su quinta participación como conductora del programa. Además, por primera vez, la modelo y exreina de belleza María Fernanda Aristizábal es la encargada de desempeñar el rol de anfitriona especial.
En esta edición, sólo una persona se alzará con la victoria.

## Producción
En noviembre de 2023, tiempo después de la emisión del último episodio del Desafío The Box 3, fueron abiertas oficialmente las convocatorias para la siguiente versión del formato, que seguiría manejando la misma mecánica de las tres temporadas anteriores.
De acuerdo con información ofrecida por Andrea Serna y Juan Esteban Sampedro, vicepresidente de entretenimiento de Caracol Televisión, ésta será la Cuarta ocasión en la que el Desafío se desarrolla en la denominada La Ciudad de las Cajas, el espacio construido en medio de los pasajes selváticos de Tobia, Cundinamarca, utilizada desde la pandemia de COVID-19.
Desafío 20 años se estrenó el 1° de abril de 2024 y finalizó el 27 de septiembre del mismo año.

## Participantes
| Etapa 5 | Etapa 5      | Etapa 5      | Etapa 5      | Etapa 5      | Etapa 5      | Etapa 5                                                                            | Etapa 5 | Etapa 5                                                                        | Etapa 5 | Etapa 5                |
| Puesto  | Participante | Participante | Participante | Participante | Participante | Participante                                                                       | Edad    | Resultado                                                                      | Sent.   | Estadía (en capítulos) |
| ------- | ------------ | ------------ | ------------ | ------------ | ------------ | ---------------------------------------------------------------------------------- | ------- | ------------------------------------------------------------------------------ | ------- | ---------------------- |
| 1       |              |              |              |              |              | Kevyn Leonardo Mosquera Rúa Puerto Boyacá, Boyacá / Guarda de seguridad.           | 27      | Ganador del Desafío XX.                                                        | 6       | 71 días (Capítulo 114) |
| 2       |              |              |              |              |              | Darlyn Estefanía Giraldo Torres Marinilla, Antioquia / Atleta crossfit.            | 22      | Finalista del Desafío XX.                                                      | 7       | 71 días (Capítulo 114) |
| 3       |              |              |              |              |              | Karoline Artunduaga Alviz Neiva / Productora musical y DJ.                         | 27      | Semifinalista Eliminada En prueba de fuerza, agilidad, resistencia y puntería. | 5       | 70 días (Capítulo 112) |
| 4       |              |              |              |              |              | Paula Natalia Roncancio Rincón Bogotá / Profesora de baile.                        | 25      | Semifinalista Eliminada En prueba de agilidad, destreza y equilibrio           | 8       | 69 días (Capítulo 111) |
| Etapa 4 |              |              |              |              |              |                                                                                    |         |                                                                                |         |                        |
| 5       |              |              |              |              |              | Alejandro Londoño Aguirre "Alejo" Carmen de Viboral, Antioquia / Barman.           | 27      | 19.vo Eliminado En prueba de agilidad, destreza y equilibrio                   | 6       | 67 días (Capítulo 107) |
| 6       |              |              |              |              |              | Karen María Candia Ramírez Girardot, Cundinamarca / Modelo fitness.                | 21      | 18.va Eliminada En prueba de agilidad, destreza y equilibrio                   | 4       | 64 días (Capítulo 102) |
| 7       |              |              |              |              |              | Francisco José Amaya Cúcuta / Operador de aseo.                                    | 26      | 17.vo Eliminado En prueba de agilidad, destreza y equilibrio                   | 5       | 61 días (Capítulo 97)  |
| 8       |              |              |              |              |              | Santiago Ríos "Santi" Medellín / Modelo fitness y entrenador personal.             | 30      | 16.vo Eliminado En prueba de agilidad, destreza y equilibrio                   | 6       | 58 días (Capítulo 92)  |
| Etapa 3 |              |              |              |              |              |                                                                                    |         |                                                                                |         |                        |
| 9/10    |              |              |              |              |              | Gloria Katherin Peña Manrique "Glock" Barranquilla / Gamer.                        | 25      | 15.vos Eliminados En prueba de agilidad, destreza y equilibrio                 | 5       | 49 días (Capítulo 82)  |
| 9/10    |              |              |              |              |              | Henry Alejandro Baquero Ruiz "Hércules" Simijaca, Cundinamarca / Fisicoculturista. | 27      | 15.vos Eliminados En prueba de agilidad, destreza y equilibrio                 | 5       | 49 días (Capítulo 82)  |
| 11/12   |              |              |              |              |              | Yurleisi Carolina Dickson Prado Cúcuta / Deportista crossfit.                      | 35      | 14.vos Eliminados En prueba de agilidad, detreza y equilibrio                  | 4       | 46 días (Capítulo 77)  |
| 11/12   |              |              |              |              |              | Yoifer Andrés Lemus Moreno Quibdó / Pesista olímpico.                              | 19      | 14.vos Eliminados En prueba de agilidad, detreza y equilibrio                  | 3       | 46 días (Capítulo 77)  |
| 13/14   |              |              |              |              |              | María Paula Tobón de Castro "Mapi" Bucaramanga / Comunicadora social.              | 27      | 13.vos Eliminados En prueba de agilidad, destreza y equilibrio                 | 4       | 43 días (Capítulo 72)  |
| 13/14   |              |              |              |              |              | Iván Andrés Arteaga Martínez "Arandú" Lorica, Córdoba / Agricultor.                | 22      | 13.vos Eliminados En prueba de agilidad, destreza y equilibrio                 | 2       | 43 días (Capítulo 72)  |
| 15/16   |              |              |              |              |              | Luisa Alejandra Sanmiguel Quiroz Valledupar / Arquitecta.                          | 25      | 12.vos Eliminados En prueba de agilidad, destreza y equilibrio                 | 2       | 40 días (Capítulo 67)  |
| 15/16   |              |              |              |              |              | Enzo Alejandro Meneses Bermejo "Renzo" Barranquilla / Ejecutivo de cuenta.         | 28      | 12.vos Eliminados En prueba de agilidad, destreza y equilibrio                 | 2       | 40 días (Capítulo 67)  |
| Etapa 2 |              |              |              |              |              |                                                                                    |         |                                                                                |         |                        |
| 17      |              |              |              |              |              | Juliana Melissa Gaspar Marín Viterbo, Caldas / Modelo.                             | 22      | 11.va Eliminada En prueba de agilidad, destreza y equilibrio                   | 2       | 35 días (Capítulo 61)  |
| 18      |              |              |              |              |              | Bryant Enrique Guzmán Daza "Kratos" Bogotá / Jugador de rugby.                     | 29      | 10.mo Eliminado En prueba de agilidad, destreza y equilibrio                   | 2       | 32 días (Capítulo 56)  |
| 19      |              |              |              |              |              | Valentina Rodríguez Ortiz Medellín / Preparador empresarial.                       | 25      | 9.na Eliminada En prueba de agilidad, destreza y equilibrio                    | 2       | 29 días (Capítulo 51)  |
| 20      |              |              |              |              |              | Franck Stiward Luna Valencia "Campanita" Cali / Bailarín profesional.              | 21      | 8.vo Eliminado En prueba de agilidad, destreza y equilibrio                    | 2       | 26 días (Capítulo 46)  |
| 21      |              |              |              |              |              | Lina Marcela Hernández Ferro Cali / Diseñadora de modas.                           | 25      | 7.ma Eliminada En prueba de agilidad, destreza y equilibrio                    | 3       | 23 días (Capítulo 41)  |
| 22      |              |              |              |              |              | Marlon David Duque Lemus Manizales / Entrenador personal.                          | 24      | Expulsado Por romper el reglamento del juego.                                  | 1       | 21 días (Capítulo 38)  |
| 23      |              |              |              |              |              | Ana María Restrepo Gómez "Anamar" Bello, Antioquia / Auxiliar de vuelo.            | 24      | 6.ta Eliminada En prueba de agilidad, destreza y equilibrio                    | 1       | 20 días (Capítulo 31)  |
| 24      |              |              |              |              |              | Juan David Villada Bañol Risaralda / Espiritista.                                  | 27      | 5.to Eliminado En prueba de agilidad, destreza y equilibrio                    | 1       | 17 días (Capítulo 26)  |
| Etapa 1 |              |              |              |              |              |                                                                                    |         |                                                                                |         |                        |
| 25      |              |              |              |              |              | Luis Alexander Gómez Getial Pasto / Profesor de Taekwondo.                         | 41      | 4.to Eliminado En prueba de agilidad, destreza y equilibrio                    | 2       | 13 días (Capítulo 20)  |
| 26      |              |              |              |              |              | Valerie de la Cruz Millán "Beba" Barranquilla / Modelo y artista.                  | 25      | Expulsada Por romper el reglamento del juego.                                  | 3       | 13 días (Capítulo 20)  |
| 27/28   |              |              |              |              |              | Jhoana Daniela Acero Pérez Pereira / Psicóloga.                                    | 27      | 3.ros Eliminados En prueba de agilidad, destreza y equilibrio                  | 1       | 10 días (Capítulo 15)  |
| 27/28   |              |              |              |              |              | Ángel Danilo Rojas Montoya Ibagué / Vendedor de tintos.                            | 22      | 3.ros Eliminados En prueba de agilidad, destreza y equilibrio                  | 1       | 10 días (Capítulo 15)  |
| 29      |              |              |              |              |              | Camila Gamboa Monsalve Medellín / Embajadora de marcas.                            | 27      | Renuncia a la competencia.                                                     | 0       | 9 días (Capítulo 13)   |
| 30      |              |              |              |              |              | Juan Esteban Caipe Caipe Pasto / Estudiante de enfermería.                         | 22      | 2.do Eliminado En prueba de agilidad, destreza y equilibrio                    | 1       | 7 días (Capítulo 10)   |
| 31/32   |              |              |              |              |              | Ana María Tavera Lozano Cali / Actriz y modelo.                                    | 31      | 1.ros Eliminados En prueba de agilidad, destreza y equilibrio                  | 1       | 4 días (Capítulo 5)    |
| 31/32   |              |              |              |              |              | Vittorio Odorico Doglioni Cali / Entrenador de bienestar.                          | 29      | 1.ros Eliminados En prueba de agilidad, destreza y equilibrio                  | 1       | 4 días (Capítulo 5)    |
| 33      |              |              |              |              |              | Jorge Andrés Yepes Restrepo "Koke" Medellín / Exmarine USA.                        | 35      | Lesionado Abandona la competencia por lesión.                                  | 0       | 4 días (Capítulo 5)    |

| - Capítulo 1 hasta el Capítulo 21 Participante del equipo Alpha. Participante del equipo Beta. Participante del equipo Gamma. Participante del equipo Omega. | - Capítulo 22 hasta el Capítulo 62 Participante del equipo Alpha. Participante del equipo Beta. Participante del equipo Omega. | - Capítulo 63 hasta el Capítulo 84 Participante del equipo Beta. Participante del equipo Omega. | - Capítulo 85 hasta el Capítulo 109 Participante del equipo del Pibe Valderrama. Participante del equipo Tino Asprilla. |

### Participantes en competencias anteriores
| Karoline Artunduaga | Guerreros Colombia Vigésima Temporada | 2021 | 1.ª eliminada |

### Participantes que regresan
Para la etapa 4, los concursantes eligen a un exparticipante de cualquier temporada del programa para que sea su pareja hasta el final de la competencia. Los convocados por participante fueron:
| Participante              | Compañero                   | Competencia                                             | Año       | Resultado           |
| ------------------------- | --------------------------- | ------------------------------------------------------- | --------- | ------------------- |
| Kevyn Mosquera            | Kelly Ríos "Guajira"        | Desafío 2023: The Box 3                                 | 2023      | 2.° Lugar           |
| Alejandro Londoño "Alejo" | Luisa Sanmiguel             | Desafío XX                                              | 2024      | 15.º Lugar          |
| Karoline Artunduaga       | Jerry Karth                 | Desafío 2019: Súper Regiones & Desafío 2021: The Box    | 2019 2021 | Ganador Sin Cupo    |
| Paula Natalia Roncancio   | Belmer Ospina "Be"          | Desafío XV Años                                         | 2018 2021 | 2.º Lugar Sin Cupo  |
| Santiago Ríos "Santi"     | Camila López                | Desafío 2017: Súper Humanos, Cap Cana & Desafío XV Años | 2017 2018 | 5.º Lugar 6.° Lugar |
| Francisco José Amaya      | Laura Madrid                | Desafío 2021: The Box                                   | 2021      | 2.° Lugar           |
| Karen María Candia        | Óscar Muñoz "Olímpico"      | Desafío XV Años & Desafío 2021: The Box                 | 2018 2021 | Ganador 5.° Lugar   |
| Darlyn Estefanía Giraldo  | Alejandro Calderón "Sensei" | Desafío 2023: The Box 3                                 | 2023      | Ganador             |

### Distribución de equipos
| Etapa 1                                  | Etapa 1                               | Etapa 1      |
| Equipos                                  | Competidores                          | Competidores |
| ---------------------------------------- | ------------------------------------- | ------------ |
| Alpha                                    |                                       |              |
| Ángel Danilo Rojas Montoya               | Karen María Candia Ramírez            |              |
| Francisco José Amaya                     | María Paula Tobón de Castro "Mapi"    |              |
| Iván Andrés Arteaga Martínez "Arandú"    | Valerie de la Cruz "Beba"             |              |
| Jorge Andrés Yepes Restrepo "Koke"       | Yurleisi Carolina Dickson Prado       |              |
| Santiago Ríos "Santi"                    |                                       |              |
| Beta                                     |                                       |              |
| Juan David Villada Bañol                 | Darlyn Estefanía Giraldo Torres       |              |
| Juan Esteban Caipe Caipe                 | Jhoana Daniela Acero Pérez            |              |
| Kevyn Leonardo Mosquera Rúa              | Luisa Alejandra Sanmiguel Quiroz      |              |
| Marlon David Duque Lemus                 | Valentina Rodríguez Ortiz             |              |
| Gamma                                    |                                       |              |
| Henry Alejandro Baquero Ruiz "Hércules"  | Ana María Restrepo Gómez "Anamar"     |              |
| Luis Alexander Gómez Getial              | Gloria Katherin Peña Manrique "Glock" |              |
| Vittorio Odorico Doglioni                | Karoline Artunduaga Alviz             |              |
| Yoifer Andrés Lemus Moreno               | Paula Natalia Roncancio Rincón        |              |
| Omega                                    |                                       |              |
| Alejandro Londoño Aguirre "Alejo"        | Ana María Tavera Lozano               |              |
| Bryant Enrique Guzmán Daza "Kratos"      | Camila Gamboa Monsalve                |              |
| Enzo Alejandro Meneses Bermejo "Renzo"   | Juliana Melissa Gaspar Marín          |              |
| Franck Stiward Luna Valencia "Campanita" | Lina Marcela Hernández Ferro          |              |
| Etapa 2                                  |                                       |              |
| Alpha                                    |                                       |              |
| Francisco José Amaya                     | Karen María Candia Ramírez            |              |
| Juan David Villada Bañol                 | María Paula Tobón de Castro "Mapi"    |              |
| Kevyn Leonardo Mosquera Rúa              | Paula Natalia Roncancio Rincón        |              |
| Santiago Ríos "Santi"                    | Yurleisi Carolina Dickson Prado       |              |
| Beta                                     |                                       |              |
| Francisco José Amaya                     | Darlyn Estefanía Giraldo Torres       |              |
| Henry Alejandro Baquero Ruiz "Hércules"  | Gloria Katherin Peña Manrique "Glock" |              |
| Iván Andrés Arteaga Martínez "Arandú"    | Karoline Artunduaga Alviz             |              |
| Marlon David Duque Lemus                 | Valentina Rodríguez Ortiz             |              |
| Yoifer Andrés Lemus Moreno               |                                       |              |
| Omega                                    |                                       |              |
| Alejandro Londoño Aguirre "Alejo"        | Ana María Restrepo Gómez "Anamar"     |              |
| Bryant Enrique Guzmán Daza "Kratos"      | Juliana Melissa Gaspar Marín          |              |
| Enzo Alejandro Meneses Bermejo "Renzo"   | Lina Marcela Hernández Ferro          |              |
| Franck Stiward Luna Valencia "Campanita" | Luisa Alejandra Sanmiguel Quiroz      |              |
| Etapa 3                                  |                                       |              |
| Beta                                     |                                       |              |
| Henry Alejandro Baquero Ruiz "Hércules"  | Darlyn Estefanía Giraldo Torres       |              |
| Iván Andrés Arteaga Martínez "Arandú"    | Gloria Katherin Peña Manrique "Glock" |              |
| Kevyn Leonardo Mosquera Rúa              | Karoline Artunduaga Alviz             |              |
| Yoifer Andrés Lemus Moreno               | Yurleisi Carolina Dickson Prado       |              |
| Omega                                    |                                       |              |
| Alejandro Londoño Aguirre "Alejo"        | Luisa Alejandra Sanmiguel Quiroz      |              |
| Enzo Alejandro Meneses Bermejo "Renzo"   | Karen María Candia Ramírez            |              |
| Francisco José Amaya                     | María Paula Tobón de Castro "Mapi"    |              |
| Santiago Ríos "Santi"                    | Paula Natalia Roncancio Rincón        |              |
| Etapa 4                                  |                                       |              |
| Equipo Tino Asprilla                     |                                       |              |
| Alejandro Londoño Aguirre "Alejo"        | Darlyn Estefanía Giraldo Torres       |              |
| Francisco José Amaya                     | Paula Natalia Roncancio Rincón        |              |
| Equipo Pibe Valderrama                   |                                       |              |
| Kevyn Leonardo Mosquera Rúa              | Karen María Candia Ramírez            |              |
| Santiago Ríos "Santi"                    | Karoline Artunduaga Alviz             |              |
| Etapa 5                                  |                                       |              |
| Fusión                                   |                                       |              |
| Darlyn Estefanía Giraldo Torres          | Paula Natalia Roncancio Rincón        |              |
| Kevyn Leonardo Mosquera Rúa              | Karoline Artunduaga Alviz             |              |

Leyenda
     Participante eliminado(a).
     Participante que abandona por lesión.
     Participante que renuncia a la competencia.
     Participante expulsado por romper las reglas de la competencia.
     Participante eliminado(a) pero es reingresado(a).
     Participante que pasa a la siguiente etapa.
     Participante eliminado(a) en la semifinal.
     Participante finalista.
     Participante ganador.

## Resultados generales
| Ciclo        | Ciclo        | Ciclo        | Ciclo        | Ciclo        | Ciclo        | 1           | 2           | 3           | 3           | 4           | 5           | 6           | 7           | 8           | 8           | 9           | 10          | 11          | 12          | 13          | 14          | 15          | 16          | 17          | 18          | 19          | 20          | 21          | Semifinal | Final     |
| Participante | Participante | Participante | Participante | Participante | Participante | Etapa 1     | Etapa 1     | Etapa 1     | Etapa 1     | Etapa 1     | Etapa 2     | Etapa 2     | Etapa 2     | Etapa 2     | Etapa 2     | Etapa 2     | Etapa 2     | Etapa 2     | Etapa 2     | Etapa 3     | Etapa 3     | Etapa 3     | Etapa 3     | Etapa 4     | Etapa 4     | Etapa 4     | Etapa 4     | Etapa 5     | Etapa 5   | Etapa 5   |
| ------------ | ------------ | ------------ | ------------ | ------------ | ------------ | ----------- | ----------- | ----------- | ----------- | ----------- | ----------- | ----------- | ----------- | ----------- | ----------- | ----------- | ----------- | ----------- | ----------- | ----------- | ----------- | ----------- | ----------- | ----------- | ----------- | ----------- | ----------- | ----------- | --------- | --------- |
|              |              |              |              |              | Kevyn        | Sentenciado | Continúa    | Continúa    | Continúa    | Sentenciado | Continúa    | Continúa    | Sentenciado | Continúa    | Continúa    | Sentenciado | Continúa    | Continúa    | Continúa    | Continúa    | Sentenciado | Continúa    | Continúa    | Continúa    | Sentenciado | Continúa    | Continúa    | Salvado     | Gana      | Ganador   |
|              |              |              |              |              | Darlyn       | Continúa    | Sentenciada | Continúa    | Continúa    | Continúa    | Continúa    | Sentenciada | Continúa    | Continúa    | Continúa    | Continúa    | Sentenciada | Continúa    | Continúa    | Continúa    | Continúa    | Continúa    | Continúa    | Sentenciada | Continúa    | Sentenciada | Sentenciada | Sentenciada | Gana      | Finalista |
|              |              |              |              |              | Karoline     | Continúa    | Continúa    | Sentenciada | Sentenciada | Continúa    | Continúa    | Continúa    | Continúa    | Continúa    | Continúa    | Continúa    | Sentenciada | Continúa    | Sentenciada | Continúa    | Continúa    | Continúa    | Continúa    | Sentenciada | Continúa    | Continúa    | Sentenciada | Salvada     | Eliminada |           |
|              |              |              |              |              | Natalia      | Sentenciada | Continúa    | Continúa    | Continúa    | Continúa    | Continúa    | Continúa    | Continúa    | Sentenciada | Sentenciada | Continúa    | Continúa    | Continúa    | Continúa    | Continúa    | Continúa    | Sentenciada | Sentenciada | Continúa    | Sentenciada | Sentenciada | Sentenciada | Eliminada   |           |           |
|              |              |              |              |              | Alejo        | Continúa    | Continúa    | Continúa    | Continúa    | Continúa    | Sentenciado | Continúa    | Continúa    | Continúa    | Continúa    | Continúa    | Continúa    | Continúa    | Continúa    | Sentenciado | Continúa    | Continúa    | Continúa    | Sentenciado | Sentenciado | Sentenciado | Eliminado   |             |           |           |
|              |              |              |              |              | Karen        | Continúa    | Continúa    | Continúa    | Continúa    | Continúa    | Continúa    | Continúa    | Continúa    | Sentenciada | Sentenciada | Continúa    | Continúa    | Continúa    | Continúa    | Sentenciada | Continúa    | Continúa    | Continúa    | Continúa    | Continúa    | Eliminada   |             |             |           |           |
|              |              |              |              |              | Francisco    | Continúa    | Continúa    | Continúa    | Continúa    | Continúa    | Sentenciado | Continúa    | Eliminado   | Regr.       | Cont.       | Continúa    | Continúa    | Sentenciado | Continúa    | Continúa    | Continúa    | Sentenciado | Continúa    | Continúa    | Eliminado   |             |             |             |           |           |
|              |              |              |              |              | Santi        | Continúa    | Sentenciado | Continúa    | Continúa    | Sentenciado | Continúa    | Continúa    | Sentenciado | Continúa    | Continúa    | Sentenciado | Continúa    | Continúa    | Continúa    | Continúa    | Continúa    | Continúa    | Sentenciado | Eliminado   |             |             |             |             |           |           |
|              |              |              |              |              | Glock        | Continúa    | Sentenciada | Continúa    | Continúa    | Continúa    | Continúa    | Continúa    | Continúa    | Continúa    | Continúa    | Continúa    | Sentenciada | Continúa    | Sentenciada | Continúa    | Sentenciada | Continúa    | Eliminados  |             |             |             |             |             |           |           |
|              |              |              |              |              | Hércules     | Continúa    | Continúa    | Sentenciado | Sentenciado | Sentenciado | Continúa    | Continúa    | Sentenciado | Continúa    | Continúa    | Continúa    | Continúa    | Sentenciado | Continúa    | Continúa    | Continúa    | Continúa    | Eliminados  |             |             |             |             |             |           |           |
|              |              |              |              |              | Dickson      | Continúa    | Continúa    | Sentenciada | Sentenciada | Continúa    | Continúa    | Continúa    | Continúa    | Sentenciada | Sentenciada | Continúa    | Continúa    | Continúa    | Continúa    | Continúa    | Continúa    | Eliminados  |             |             |             |             |             |             |           |           |
|              |              |              |              |              | Yoifer       | Sentenciado | Continúa    | Continúa    | Continúa    | Continúa    | Continúa    | Continúa    | Continúa    | Continúa    | Continúa    | Sentenciado | Continúa    | Sentenciado | Continúa    | Continúa    | Continúa    | Eliminados  |             |             |             |             |             |             |           |           |
|              |              |              |              |              | Mapi         | Continúa    | Continúa    | Continúa    | Continúa    | Continúa    | Continúa    | Sentenciada | Continúa    | Continúa    | Continúa    | Continúa    | Continúa    | Continúa    | Sentenciada | Continúa    | Eliminados  |             |             |             |             |             |             |             |           |           |
|              |              |              |              |              | Arandú       | Continúa    | Continúa    | Continúa    | Continúa    | Continúa    | Sentenciado | Continúa    | Continúa    | Continúa    | Continúa    | Continúa    | Continúa    | Continúa    | Continúa    | Continúa    | Eliminados  |             |             |             |             |             |             |             |           |           |
|              |              |              |              |              | Luisa        | Continúa    | Continúa    | Sentenciada | Sentenciada | Continúa    | Continúa    | Continúa    | Continúa    | Continúa    | Continúa    | Continúa    | Continúa    | Continúa    | Continúa    | Eliminados  |             |             |             |             |             |             |             |             |           |           |
|              |              |              |              |              | Renzo        | Continúa    | Sentenciado | Continúa    | Continúa    | Continúa    | Continúa    | Continúa    | Continúa    | Continúa    | Continúa    | Continúa    | Continúa    | Continúa    | Continúa    | Eliminados  |             |             |             |             |             |             |             |             |           |           |
|              |              |              |              |              | Gaspar       | Continúa    | Continúa    | Continúa    | Continúa    | Continúa    | Continúa    | Sentenciada | Continúa    | Continúa    | Continúa    | Continúa    | Continúa    | Continúa    | Eliminada   |             |             |             |             |             |             |             |             |             |           |           |
|              |              |              |              |              | Kratos       | Sentenciado | Continúa    | Continúa    | Continúa    | Continúa    | Continúa    | Continúa    | Continúa    | Continúa    | Continúa    | Continúa    | Continúa    | Eliminado   |             |             |             |             |             |             |             |             |             |             |           |           |
|              |              |              |              |              | Valentina    | Sentenciada | Continúa    | Continúa    | Continúa    | Continúa    | Continúa    | Continúa    | Continúa    | Continúa    | Continúa    | Continúa    | Eliminada   |             |             |             |             |             |             |             |             |             |             |             |           |           |
|              |              |              |              |              | Campanita    | Continúa    | Continúa    | Sentenciado | Sentenciado | Continúa    | Continúa    | Continúa    | Continúa    | Continúa    | Continúa    | Eliminado   |             |             |             |             |             |             |             |             |             |             |             |             |           |           |
|              |              |              |              |              | Lina         | Continúa    | Eliminada   | Regr.       | Cont.       | Continúa    | Continúa    | Continúa    | Continúa    | Eliminada   | Eliminada   |             |             |             |             |             |             |             |             |             |             |             |             |             |           |           |
|              |              |              |              |              | Marlon       | Continúa    | Continúa    | Sentenciado | Sentenciado | Continúa    | Continúa    | Continúa    | Continúa    | Expulsado   | Expulsado   |             |             |             |             |             |             |             |             |             |             |             |             |             |           |           |
|              |              |              |              |              | Anamar       | Continúa    | Continúa    | Continúa    | Continúa    | Continúa    | Continúa    | Eliminada   |             |             |             |             |             |             |             |             |             |             |             |             |             |             |             |             |           |           |
|              |              |              |              |              | Juan         | Continúa    | Continúa    | Continúa    | Continúa    | Continúa    | Eliminado   |             |             |             |             |             |             |             |             |             |             |             |             |             |             |             |             |             |           |           |
|              |              |              |              |              | Alexander    | Continúa    | Sentenciado | Continúa    | Continúa    | Eliminado   |             |             |             |             |             |             |             |             |             |             |             |             |             |             |             |             |             |             |           |           |
|              |              |              |              |              | Beba         | Sentenciada | Sentenciada | Continúa    | Continúa    | Expulsada   |             |             |             |             |             |             |             |             |             |             |             |             |             |             |             |             |             |             |           |           |
|              |              |              |              |              | Acero        | Continúa    | Continúa    | Eliminados  | Eliminados  |             |             |             |             |             |             |             |             |             |             |             |             |             |             |             |             |             |             |             |           |           |
|              |              |              |              |              | Danilo       | Continúa    | Continúa    | Eliminados  | Eliminados  |             |             |             |             |             |             |             |             |             |             |             |             |             |             |             |             |             |             |             |           |           |
|              |              |              |              |              | Gamboa       | Continúa    | Continúa    | Renuncia    | Renuncia    |             |             |             |             |             |             |             |             |             |             |             |             |             |             |             |             |             |             |             |           |           |
|              |              |              |              |              | Caipe        | Continúa    | Eliminado   |             |             |             |             |             |             |             |             |             |             |             |             |             |             |             |             |             |             |             |             |             |           |           |
|              |              |              |              |              | Ana          | Eliminados  |             |             |             |             |             |             |             |             |             |             |             |             |             |             |             |             |             |             |             |             |             |             |           |           |
|              |              |              |              |              | Vittorio     | Eliminados  |             |             |             |             |             |             |             |             |             |             |             |             |             |             |             |             |             |             |             |             |             |             |           |           |
|              |              |              |              |              | Koke         | Retirado    |             |             |             |             |             |             |             |             |             |             |             |             |             |             |             |             |             |             |             |             |             |             |           |           |

Leyenda
| Color | Significado |
| ----- | --- |
|       | • El participante es nominado a Desafío a Muerte por el equipo ganador del Desafío de Sentencia.                                                              |
|       | • El participante es nominado a Desafío a Muerte como castigo por romper las reglas.                                                                          |
|       | • El participante es nominado a Desafío a Muerte por perder el Duelo de Salvación.                                                                            |
|       | • El participante no es sentenciado a lo largo de la semana, por lo tanto, avanza al siguiente ciclo.                                                         |
|       | • El participante queda eliminado del programa. |
|       | • El participante abandona por lesión. |
|       | • El participante incumple las reglas del juego y es expulsado de la competencia.                                                                             |
|       | • El participante es sentenciado a Desafío a Muerte, pero se salva de asistir a la prueba gracias a una infracción cometida por otro participante y/o equipo. |
|       | • El participante ingresa en reemplazo de un participante retirado o expulsado.                                                                               |
|       | • El participante regresa en reemplazo de un participante retirado o expulsado.                                                                               |
|       | • El participante renuncia a la competencia. |
|       | • El participante gana la prueba de la semifinal y se mantiene en competencia.                                                                                |
|       | • El participante es finalista de la competencia. |
|       | • El participante es el ganador de la competencia. |

## Competencias

### Conformación de los equipos
Los participantes compiten en tres pruebas de resistencia, los primeros cuatro hombres y cuatro mujeres que no logren continuar conformarán el equipo #4, de igual manera para la segunda prueba, quienes no logren superarla, integrarán el equipo #3, el resto de los participantes se enfrentan en la tercera prueba, donde los primeros en caer harán parte del equipo #2 y los últimos en juego, serán el equipo #1.  Posterior a ello, los participantes compiten para darle nombre a su equipo, los primeros serán Alpha, los segundos Beta, los terceros Gamma y los últimos Omega.
| Prueba | Participantes (Duración en la prueba) | Participantes (Duración en la prueba) | Participantes (Duración en la prueba) | Participantes (Duración en la prueba) | Equipo Asignado | Equipo Final |
| ------ | ------------------------------------- | ------------------------------------- | ------------------------------------- | ------------------------------------- | --------------- | ------------ |
| 1      | Renzo (43 min 43 s)                   | Kratos (44 min. 56 s)                 | Campanita (55 min. 01 s)              | Koke (56 min. 26 s)                   | 4               | Omega        |
| 1      | Beba (03 min. 26 s)                   | Ana (05 min. 38 s)                    | Natalia (10 min. 24 s)                | Lina (16 min. 03 s)                   | 4               | Omega        |
| 2      | Vittorio (06 min. 44 s)               | Alexander (15 min. 57 s)              | Hércules (27 min. 01 s)               | Yoifer (30 min. 56 s)                 | 3               | Gamma        |
| 2      | Dickson (20 min. 36 s)                | Karoline (21 min. 46 s)               | Gamboa (41 min. 40 s)                 | Glock (50 min. 29 s)                  | 3               | Gamma        |
| 3      | Danilo (01 min. 42 s)                 | Caipe (01 min. 45 s)                  | Juan (01 min. 51 s)                   | Kevyn (01 min. 54 s)                  | 2               | Beta         |
| 3      | Acero (00 min. 47 s)                  | Luisa (01 min. 09 s)                  | Darlyn (01 min. 17 s)                 | Valentina (01 min.19 s)               | 2               | Beta         |
| 3      | Marlon (02 min. 01 s)                 | Francisco (02 min. 09 s)              | Alejo (02 min. 51 s)                  | Arandú (02 min. 54 s)                 | 1               | Alpha        |
| 3      | Gaspar (01 min. 26 s)                 | Karen (01 min. 42 s)                  | Anamar (01 min. 47 s)                 | Mapi (01 min. 54 s)                   | 1               | Alpha        |

Después del desafío de capitanas, cada una elegirá un hombre y una mujer, la ganadora hará la primera elección, seguido de la segunda y por último, la tercera, esto se repetirá hasta que los equipos queden conformados.
| Etapa 2                     | Etapa 2                            | Etapa 2                                  | Etapa 2                           | Etapa 2                                 | Etapa 2                               |
| Equipos                     | Equipos                            | Equipos                                  | Equipos                           | Equipos                                 | Equipos                               |
| --------------------------- | ---------------------------------- | ---------------------------------------- | --------------------------------- | --------------------------------------- | ------------------------------------- |
| Alpha                       | Alpha                              | Omega                                    | Omega                             | Beta                                    | Beta                                  |
| Karen María Candia Ramírez  | Karen María Candia Ramírez         | Juliana Melissa Gaspar Marín             | Juliana Melissa Gaspar Marín      | Darlyn Estefanía Giraldo Torres         | Darlyn Estefanía Giraldo Torres       |
| Hombres                     | Mujeres                            | Hombres                                  | Mujeres                           | Hombres                                 | Mujeres                               |
| Kevyn Leonardo Mosquera Rúa | Yurleisi Carolina Dickson Prado    | Alejandro Londoño Aguirre "Alejo"        | Luisa Alejandra Sanmiguel Quiroz  | Marlon David Duque Lemus                | Karoline Artunduaga Alviz             |
| Santiago Ríos "Santi"       | Paula Natalia Roncancio Rincón     | Bryant Enrique Guzmán Daza "Kratos"      | Ana María Restrepo Gómez "Anamar" | Iván Andrés Arteaga Martínez "Arandú"   | Gloria Katherin Peña Manrique "Glock" |
| Juan David Villada Bañol    | María Paula Tobón de Castro "Mapi" | Enzo Alejandro Meneses Bermejo "Renzo"   | Lina Marcela Hernández Ferro      | Yoifer Andrés Lemus Moreno              | Valentina Rodríguez Ortiz             |
| Francisco José Amaya        |                                    | Franck Stiward Luna Valencia "Campanita" |                                   | Henry Alejandro Baquero Ruíz "Hércules" |                                       |

| Etapa 3                                 | Etapa 3                               | Etapa 3                                | Etapa 3                            |
| Equipos                                 | Equipos                               | Equipos                                | Equipos                            |
| --------------------------------------- | ------------------------------------- | -------------------------------------- | ---------------------------------- |
| Beta                                    | Beta                                  | Omega                                  | Omega                              |
| Iván Andrés Arteaga Martínez "Arandú"   | Karoline Artunduaga Alviz             | Alejandro Londoño Aguirre "Alejo"      | Luisa Alejandra Sanmiguel Quiroz   |
| Hombres                                 | Mujeres                               | Hombres                                | Mujeres                            |
| Kevyn Leonardo Mosquera Rúa             | Darlyn Estefanía Giraldo Torres       | Enzo Alejandro Meneses Bermejo "Renzo" | Karen María Candia Ramírez         |
| Yoifer Andrés Lemus Moreno              | Yurleisi Carolina Dickson Prado       | Francisco José Amaya                   | María Paula Tobón de Castro "Mapi" |
| Henry Alejandro Baquero Ruíz "Hércules" | Gloria Katherin Peña Manrique "Glock" | Santiago Ríos "Santi"                  | Paula Natalia Roncancio Rincón     |

Para la última etapa, Carlos "El Pibe" Valderrama y Faustino "El Tino" Asprilla serán los DT de los equipos que llevan su nombre, después de un pequeño reto para determinar quién elige primero, conformaron sus equipos, posterior a ello, los participantes eligieron a un exparticipante para que los acompañe hasta el final de la competencia quedando así los equipos conformados de la siguiente manera:
| Etapa 4                     | Etapa 4                     | Etapa 4                           | Etapa 4                         |
| Equipos                     | Equipos                     | Equipos                           | Equipos                         |
| --------------------------- | --------------------------- | --------------------------------- | ------------------------------- |
| Pibe                        | Pibe                        | Tino                              | Tino                            |
| Carlos "El Pibe" Valderrama | Carlos "El Pibe" Valderrama | Faustino "El Tino" Asprilla       | Faustino "El Tino" Asprilla     |
| Hombres                     | Mujeres                     | Hombres                           | Mujeres                         |
| Kevyn Leonardo Mosquera Rúa | Karoline Artunduaga Alviz   | Alejandro Londoño Aguirre "Alejo" | Paula Natalia Roncancio Rincón  |
| Kelly Ríos "Guajira"        | Jerry Karth                 | Luisa Sanmiguel                   | Belmer Ospina "Be"              |
| Santiago Ríos "Santi"       | Karen María Candia Ramírez  | Francisco José Amaya              | Darlyn Estefanía Giraldo Torres |
| Camila López                | Óscar Muñoz "Olímpico"      | Laura Madrid                      | Alejandro Calderón "Sensei"     |

### Desafío de Capitanes
Para el Desafío de Capitanes, cada grupo elige un representante, el cual debe evitar ocupar el último lugar en la prueba, para que así no se desintegre el equipo al que pertenece y‚ por consiguiente‚ éste deje de existir durante el resto del programa.
Al iniciar esta temporada, los capitanes seleccionados compiten por un poder que permite al ganador cambiar algunos integrantes de los equipos.
| Etapa 1 | Etapa 1                                  | Etapa 1                                     | Etapa 1                                     | Etapa 1                                     | Etapa 1          | Etapa 1          |
| Sem.    | Representante Alpha                      | Representante Beta                          | Representante Gamma                         | Representante Omega                         | Ganador          | Ganador          |
| ------- | ---------------------------------------- | ------------------------------------------- | ------------------------------------------- | ------------------------------------------- | ---------------- | ---------------- |
| 1       | Marlon Duque                             | Kevyn Mosquera                              | Vittorio Doglioni                           | Jorge Andrés Yepes "Koke"                   | Kevyn Mosquera   | Kevyn Mosquera   |
| Etapa 2 |                                          |                                             |                                             |                                             |                  |                  |
| Sem.    | Representante Alpha                      | Representante Beta                          | Representante Gamma                         | Representante Omega                         | Ganadora         | Equipo Eliminado |
| 5       | Karen Candia                             | Darlyn Giraldo                              | Ana María Restrepo "Anamar"                 | Juliana Gaspar                              | Karen Candia     | Gamma            |
| Etapa 3 |                                          |                                             |                                             |                                             |                  |                  |
| Sem.    | Representantes Alpha                     | Representantes Beta                         | Representantes Omega                        | Ganadores                                   | Equipo Eliminado | Equipo Eliminado |
| 13      | Santiago Ríos "Santi" & Yurleisi Dickson | Iván Arteaga "Arandú" & Karoline Artunduaga | Alejandro Londoño "Alejo" & Luisa Sanmiguel | Iván Arteaga "Arandú" & Karoline Artunduaga | Alpha            | Alpha            |

### Desafío de sentencia y hambre
En este desafío, los equipos se enfrentan entre sí con el objetivo de preservar los alimentos con los que cuentan en cada casa. El grupo que ocupe el primer lugar podrá mantener toda su alacena intacta, y además escogerá el grupo de alimentos para el equipo que ocupó el segundo lugar. Finalmente, los dos equipos restantes perderán toda su comida temporalmente. En esta temporada hay una novedad: Las neveras y alacenas tienen cámaras con sensor, para evitar que los equipos que perdieron su comida se acerquen, y si lo hacen, seráos. Como dato adicional, los ganadores de la prueba tomarán la decisión de sentenciar a dos rivales, un hombre y una mujer de cualquier equipo, quienes estarán en la obligación de portar un pesado chaleco hasta que lleguen al Desafío a Muerte.
| Etapa 1 | Etapa 1 | Etapa 1     | Etapa 1     | Etapa 1     | Etapa 1     | Etapa 1            | Etapa 1            |
| Semana  | Box     | Ganadores   | 2.do Lugar  | 3.er Lugar  | 4.to Lugar  | Sentenciados       | Sentenciados       |
| ------- | ------- | ----------- | ----------- | ----------- | ----------- | ------------------ | ------------------ |
| 1       |         | Beta        | Gamma       | Alpha       | Omega       | Yoifer             | Beba               |
| 2       |         | Beta        | Alpha       | Omega       | Gamma       | Santi              | Lina               |
| 3       |         | Alpha       | Omega       | Gamma       | Beta        | Marlon             | Karoline           |
| 4       |         | Omega       | Beta        | Alpha       | Gamma       | Alexander          | Beba               |
| Etapa 2 |         |             |             |             |             |                    |                    |
| Semana  | Box     | Ganadores   | Ganadores   | 2.do Lugar  | 2.do Lugar  | 3.er Lugar         | Sentenciado(a)     |
| 5       |         | Beta        | Beta        | Alpha       | Alpha       | Omega              | Francisco          |
| 6       |         | Alpha       | Alpha       | Beta        | Beta        | Omega              | Anamar             |
| 7       |         | Beta        | Beta        | Omega       | Omega       | Alpha              | Santi              |
| 8       |         | Omega       | Omega       | Beta        | Beta        | Alpha              | Karen              |
| 9       |         | Beta        | Beta        | Omega       | Omega       | Alpha              | Santi              |
| 10      |         | Alpha       | Alpha       | Omega       | Omega       | Beta               | Valentina          |
| 11      |         | Beta        | Beta        | Alpha       | Alpha       | Omega              | Kratos             |
| 12      |         | Alpha       | Alpha       | Omega       | Omega       | Beta               | Glock              |
| Etapa 3 |         |             |             |             |             |                    |                    |
| Semana  | Box     | Ganadores   | Ganadores   | Derrotados  | Derrotados  | Sentenciado(a)     | Sentenciado(a)     |
| 13      |         | Beta        | Beta        | Omega       | Omega       | Renzo              | Renzo              |
| 14      |         | Beta        | Beta        | Omega       | Omega       | Mapi               | Mapi               |
| 15      |         | Omega       | Omega       | Beta        | Beta        | Yoifer             | Yoifer             |
| 16      |         | Beta        | Beta        | Omega       | Omega       | Natalia            | Natalia            |
| Etapa 4 |         |             |             |             |             |                    |                    |
| Semana  | Box     | Ganadores   | Ganadores   | Derrotados  | Derrotados  | Pareja sentenciada | Pareja sentenciada |
| 17      |         | Equipo Tino | Equipo Tino | Equipo Pibe | Equipo Pibe | Karoline & Jerry   | Karoline & Jerry   |
| 18      |         | Equipo Pibe | Equipo Pibe | Equipo Tino | Equipo Tino | Natalia & Be       | Natalia & Be       |
| 19      |         | Equipo Pibe | Equipo Pibe | Equipo Tino | Equipo Tino | Natalia & Be       | Natalia & Be       |
| 20      |         | Equipo Pibe | Equipo Pibe | Equipo Tino | Equipo Tino | Natalia & Be       | Natalia & Be       |

### Desafío de sentencia y servicios
Como su nombre lo indica, esta competencia se realiza con el fin de salvaguardar los servicios de los que disponen los participantes: agua, luz, gas y arriendo. Al igual que en el Desafío de Hambre, el equipo que obtenga el primer lugar podrá seguir disfrutando de todos estos recursos y escogerá qué servicio tendrá el equipo que quedó en segundo lugar. Los demás grupos perderán todas estas comodidades y quedarán a la deriva. Adicionalmente, el equipo que no tenga suficiente dinero para pagar el arriendo, irá a Playa Baja. Por último, los ganadores de esta prueba también tendrán la potestad de sentenciar a dos competidores a Desafío a Muerte.
| Etapa 1 | Etapa 1 | Etapa 1     | Etapa 1     | Etapa 1     | Etapa 1     | Etapa 1            | Etapa 1            |
| Semana  | Box     | Ganadores   | 2.do Lugar  | 3.er Lugar  | 4.to Lugar  | Sentenciados       | Sentenciados       |
| ------- | ------- | ----------- | ----------- | ----------- | ----------- | ------------------ | ------------------ |
| 1       |         | Alpha       | Gamma       | Beta        | Omega       | Kevyn              | Ana                |
| 2       |         | Omega       | Alpha       | Gamma       | Beta        | Caipe              | Darlyn             |
| 3       |         | Beta        | Gamma       | Alpha       | Omega       | Hércules           | Dickson            |
| 4       |         | Beta        | Gamma       | Omega       | Alpha       | Hércules           | Karen              |
| Etapa 2 |         |             |             |             |             |                    |                    |
| Semana  | Box     | Ganadores   | Ganadores   | 2.do Lugar  | 2.do Lugar  | 3.er Lugar         | Sentenciado(a)     |
| 5       |         | Omega       | Omega       | Beta        | Beta        | Alpha              | Juan               |
| 6       |         | Omega       | Omega       | Beta        | Beta        | Alpha              | Mapi               |
| 7       |         | Omega       | Omega       | Desierto    | Desierto    | Alpha              | Francisco          |
| 7       | Beta    | Omega       | Omega       | Desierto    | Desierto    |                    | Francisco          |
| 8       |         | Omega       | Omega       | Beta        | Beta        | Alpha              | Dickson            |
| 9       |         | Alpha       | Alpha       | Omega       | Omega       | Beta               | Yoifer             |
| 10      |         | Omega       | Omega       | Beta        | Beta        | Alpha              | Glock              |
| 11      |         | Omega       | Omega       | Alpha       | Alpha       | Beta               | Hércules           |
| 12      |         | Alpha       | Alpha       | Beta        | Beta        | Omega              | Karoline           |
| Etapa 3 |         |             |             |             |             |                    |                    |
| Semana  | Box     | Ganadores   | Ganadores   | Derrotados  | Derrotados  | Sentenciado(a)     | Sentenciado(a)     |
| 13      |         | Beta        | Beta        | Omega       | Omega       | Karen              | Karen              |
| 14      |         | Omega       | Omega       | Beta        | Beta        | Arandú             | Arandú             |
| 15      |         | Omega       | Omega       | Beta        | Beta        | Dickson            | Dickson            |
| 16      |         | Beta        | Beta        | Omega       | Omega       | Santi              | Santi              |
| Etapa 4 |         |             |             |             |             |                    |                    |
| Semana  | Box     | Ganadores   | Ganadores   | Derrotados  | Derrotados  | Pareja Sentenciada | Pareja Sentenciada |
| 17      |         | Equipo Tino | Equipo Tino | Equipo Pibe | Equipo Pibe | Santi & Camila     | Santi & Camila     |
| 18      |         | Equipo Tino | Equipo Tino | Equipo Pibe | Equipo Pibe | Kevyn & Guajira    | Kevyn & Guajira    |
| 19      |         | Equipo Pibe | Equipo Pibe | Equipo Tino | Equipo Tino | Darlyn & Sensei    | Darlyn & Sensei    |
| 20      |         | Equipo Pibe | Equipo Pibe | Equipo Tino | Equipo Tino | Alejo & Luisa      | Alejo & Luisa      |

### Desafío de sentencia y bienestar
En esta oportunidad, los equipos compiten para conservar los otros espacios que hay en cada vivienda: habitaciones, gimnasio, piscina, bar, etc. Nuevamente, el ganador seguirá disfrutando de todos estos lujos y decidirá qué comodidades tendrá el segundo lugar. Los dos grupos perdedores no tendrán más remedio que ingeniárselas para subsistir en medio de las adversidades. Por otra parte, los triunfadores de este reto tendrán la posibilidad de sentenciar a dos concursantes a Desafío a Muerte.
| Etapa 1 | Etapa 1 | Etapa 1     | Etapa 1     | Etapa 1     | Etapa 1     | Etapa 1            | Etapa 1            |
| Semana  | Box     | Ganadores   | 2.do Lugar  | 3.er Lugar  | 4.to Lugar  | Sentenciados       | Sentenciados       |
| ------- | ------- | ----------- | ----------- | ----------- | ----------- | ------------------ | ------------------ |
| 1       |         | Beta        | Gamma       | Omega       | Alpha       | Kratos             | Natalia            |
| 2       |         | Beta        | Omega       | Alpha       | Gamma       | Alexander          | Beba               |
| 3       |         | Alpha       | Omega       | Beta        | Gamma       | Campanita          | Acero              |
| 4       |         | Alpha       | Beta        | Omega       | Gamma       | Kevyn              | Lina               |
| Etapa 2 |         |             |             |             |             |                    |                    |
| Semana  | Box     | Ganadores   | Ganadores   | 2.do Lugar  | 2.do Lugar  | 3.er Lugar         | Sentenciado(a)     |
| 5       |         | Alpha       | Alpha       | Omega       | Omega       | Beta               | Alejo              |
| 6       |         | Alpha       | Alpha       | Beta        | Beta        | Omega              | Gaspar             |
| 7       |         | Omega       | Omega       | Alpha       | Alpha       | Beta               | Kevyn              |
| 8       |         | Omega       | Omega       | Beta        | Beta        | Alpha              | Natalia            |
| 9       |         | Beta        | Beta        | Alpha       | Alpha       | Omega              | Campanita          |
| 10      |         | Omega       | Omega       | Beta        | Beta        | Alpha              | Karoline           |
| 11      |         | Omega       | Omega       | Beta        | Beta        | Alpha              | Francisco          |
| 12      |         | Beta        | Beta        | Omega       | Omega       | Alpha              | Mapi               |
| Etapa 3 |         |             |             |             |             |                    |                    |
| Semana  | Box     | Ganadores   | Ganadores   | Derrotados  | Derrotados  | Sentenciado(a)     | Sentenciado(a)     |
| 13      |         | Beta        | Beta        | Omega       | Omega       | Alejo              | Alejo              |
| 14      |         | Omega       | Omega       | Beta        | Beta        | Glock              | Glock              |
| 15      |         | Beta        | Beta        | Omega       | Omega       | Francisco          | Francisco          |
| 16      |         | Omega       | Omega       | Beta        | Beta        | Glock              | Glock              |
| Etapa 4 |         |             |             |             |             |                    |                    |
| Semana  | Box     | Ganadores   | Ganadores   | Derrotados  | Derrotados  | Pareja Sentenciada | Pareja Sentenciada |
| 17      |         | Equipo Pibe | Equipo Pibe | Equipo Tino | Equipo Tino | Alejo & Luisa      | Alejo & Luisa      |
| 18      |         | Equipo Pibe | Equipo Pibe | Equipo Tino | Equipo Tino | Alejo & Luisa      | Alejo & Luisa      |
| 19      |         | Equipo Pibe | Equipo Pibe | Equipo Tino | Equipo Tino | Alejo & Luisa      | Alejo & Luisa      |
| 20      |         | Equipo Pibe | Equipo Pibe | Equipo Tino | Equipo Tino | Darlyn & Sensei    | Darlyn & Sensei    |

### Desafío de sentencia, premio y castigo
Esta prueba tiene el propósito de enfrentar a los equipos para ganar un premio especial. El grupo que queda en primer lugar es merecedor de algunas recompensas (viaje, comida, baile, etc.), además de tener dos responsabilidades importantes: seleccionar a un equipo rival al que se aplicará una sanción y sentenciar a dos participantes a Desafío a Muerte. Y como novedad, en esta prueba no se usará el box rojo ni competirán los equipos, sino ciudadanos del común que representarán a cada equipo. Además, el Desafiante de la Semana ganará la misma cantidad de dinero que el equipo que representó.
| Etapa 1 | Etapa 1                                                          | Etapa 1                                                                 | Etapa 1                               | Etapa 1     | Etapa 1 | Etapa 1          | Etapa 1                                                                                 | Etapa 1     | Etapa 1     | Etapa 1     | Etapa 1     | Etapa 1     | Etapa 1            | Etapa 1            | Etapa 1            |
| Sem.    | Box                                                              | Representante                                                           | Premios                               | Premios     | Premios | Premios          | Castigo                                                                                 | Castigo     |             | Ganadores   | 2.do Lugar  | 3.er Lugar  | 4.to Lugar         | Sentenciados       | Sentenciados       |
| ------- | ---------------------------------------------------------------- | ----------------------------------------------------------------------- | ------------------------------------- | ----------- | ------- | ---------------- | --------------------------------------------------------------------------------------- | ----------- | ----------- | ----------- | ----------- | ----------- | ------------------ | ------------------ | ------------------ |
| 1       |                                                                  | Óscar (26 años) Bogotá / Deportista de alto rendimiento                 | Cena con pizzas                       | Alpha       | 6 M COP | Arandú           | Rapar la cabeza de dos hombres y una mujer                                              | Omega       | Alpha       | Beta        | Omega       | Gamma       | Vittorio           | Valentina          |                    |
| 1       | Tito (26 años) Tulúa / Profesor de Danza                         |                                                                         | Cena con pizzas                       | Alpha       | 6 M COP | Arandú           | Rapar la cabeza de dos hombres y una mujer                                              | Omega       | Alpha       | Beta        | Omega       | Gamma       | Vittorio           | Valentina          |                    |
| 1       | Chucho (68 años) Cartagena / Abogado                             |                                                                         | Cena con pizzas                       | Alpha       | 6 M COP | Arandú           | Rapar la cabeza de dos hombres y una mujer                                              | Omega       | Alpha       | Beta        | Omega       | Gamma       | Vittorio           | Valentina          |                    |
| 1       | Briam (35 años) Cúcuta / Agente Inmobiliario                     |                                                                         | Cena con pizzas                       | Alpha       | 6 M COP | Arandú           | Rapar la cabeza de dos hombres y una mujer                                              | Omega       | Alpha       | Beta        | Omega       | Gamma       | Vittorio           | Valentina          |                    |
| 2       |                                                                  | Mayerlin (25 años) Yumbo / Modista                                      | Empanadas                             | Beta        | 6 M COP | Darlyn           | Permanecer en cama de piedras por 12 horas                                              | Omega       | Beta        | Omega       | Gamma       | Alpha       | Renzo              | Glock              |                    |
| 2       | Rosa (28 años) Manizales / Constructora                          |                                                                         | Empanadas                             | Beta        | 6 M COP | Darlyn           | Permanecer en cama de piedras por 12 horas                                              | Omega       | Beta        | Omega       | Gamma       | Alpha       | Renzo              | Glock              |                    |
| 2       | Gloria (64 años) Villavicencio / Ex-policía                      |                                                                         | Empanadas                             | Beta        | 6 M COP | Darlyn           | Permanecer en cama de piedras por 12 horas                                              | Omega       | Beta        | Omega       | Gamma       | Alpha       | Renzo              | Glock              |                    |
| 2       | Samantha (33 años) Cali / Modelo fitness                         |                                                                         | Empanadas                             | Beta        | 6 M COP | Darlyn           | Permanecer en cama de piedras por 12 horas                                              | Omega       | Beta        | Omega       | Gamma       | Alpha       | Renzo              | Glock              |                    |
| 3       |                                                                  | Ramiro (56 años) Santa Marta / Panadero                                 | Hamburguesas                          | Omega       | 1 M COP | Alejo            | Permanecer esposados por 24 horas.                                                      | Beta        | Omega       | Gamma       | Alpha       | Beta        | Danilo             | Luisa              |                    |
| 3       | Juan Carlos "Bam Bam" (23 años) Bogotá / Administrador           |                                                                         | Hamburguesas                          | Omega       | 1 M COP | Alejo            | Permanecer esposados por 24 horas.                                                      | Beta        | Omega       | Gamma       | Alpha       | Beta        | Danilo             | Luisa              |                    |
| 3       | Jesús "Hueso" (35 años) Mahates, Bolívar / Pescador              |                                                                         | Hamburguesas                          | Omega       | 1 M COP | Alejo            | Permanecer esposados por 24 horas.                                                      | Beta        | Omega       | Gamma       | Alpha       | Beta        | Danilo             | Luisa              |                    |
| 3       | Jhon "Maderita" (55 años) Cali / Carpintero                      |                                                                         | Hamburguesas                          | Omega       | 1 M COP | Alejo            | Permanecer esposados por 24 horas.                                                      | Beta        | Omega       | Gamma       | Alpha       | Beta        | Danilo             | Luisa              |                    |
| 4       |                                                                  | Ingrid "Aguja" (24 años) Ibagué / Tatuadora                             | Pinchos                               | Beta        | 2 M COP | Juan             | Permanecer con guantes de boxeo por 24 horas.                                           | Alpha       | Beta        | Alpha       | Gamma       | Omega       | Santi              | Mapi               |                    |
| 4       | Juliana (35 años) Bogotá / Ama de casa                           |                                                                         | Pinchos                               | Beta        | 2 M COP | Juan             | Permanecer con guantes de boxeo por 24 horas.                                           | Alpha       | Beta        | Alpha       | Gamma       | Omega       | Santi              | Mapi               |                    |
| 4       | Paulina (22 años) Bello, Antioquia / Taxista                     |                                                                         | Pinchos                               | Beta        | 2 M COP | Juan             | Permanecer con guantes de boxeo por 24 horas.                                           | Alpha       | Beta        | Alpha       | Gamma       | Omega       | Santi              | Mapi               |                    |
| 4       | Maritza (43 años) Cúcuta / Guarda de seguridad                   |                                                                         | Pinchos                               | Beta        | 2 M COP | Juan             | Permanecer con guantes de boxeo por 24 horas.                                           | Alpha       | Beta        | Alpha       | Gamma       | Omega       | Santi              | Mapi               |                    |
| Etapa 2 |                                                                  |                                                                         |                                       |             |         |                  |                                                                                         |             |             |             |             |             |                    |                    |                    |
| Sem.    | Box                                                              | Representante                                                           | Premios                               | Premios     | Premios | Premios          | Castigo                                                                                 | Castigo     |             | Ganadores   | Ganadores   | 2.do Lugar  | 2.do Lugar         | 3.er Lugar         | Sentenciado(a)     |
| 5       |                                                                  | William "El Renegado" (39 años) Bucaramanga / Maestro de obra           | Compras por Mercado Libre             | Alpha       | 3 M COP | Karen            | Encadenados a esferas de cemento durante 24 horas                                       | Beta        | Alpha       | Alpha       | Omega       | Omega       | Beta               | Arandú             |                    |
| 5       | David (35 años) Barranquilla / Bailarín de ballet                |                                                                         | Compras por Mercado Libre             | Alpha       | 3 M COP | Karen            | Encadenados a esferas de cemento durante 24 horas                                       | Beta        | Alpha       | Alpha       | Omega       | Omega       | Beta               | Arandú             |                    |
| 5       | Sebastián "Pepe" (35 años) Soacha, Cundinamarca / Pintor         |                                                                         | Compras por Mercado Libre             | Alpha       | 3 M COP | Karen            | Encadenados a esferas de cemento durante 24 horas                                       | Beta        | Alpha       | Alpha       | Omega       | Omega       | Beta               | Arandú             |                    |
| 6       |                                                                  | Samantha (25 años) Bogotá / Estilista                                   | Patacones / Compras por Mercado Libre | Alpha       | 4 M COP | Francisco        | Dormir a la intemperie                                                                  | Omega       | Alpha       | Alpha       | Omega       | Omega       | Beta               | Darlyn             |                    |
| 6       | Mabel (26 años) Fusagasugá, Cundinamarca / Entrenadora de fútbol |                                                                         | Patacones / Compras por Mercado Libre | Alpha       | 4 M COP | Francisco        | Dormir a la intemperie                                                                  | Omega       | Alpha       | Alpha       | Omega       | Omega       | Beta               | Darlyn             |                    |
| 6       | Marly (32 años) Tame, Arauca / Profesora de inglés               |                                                                         | Patacones / Compras por Mercado Libre | Alpha       | 4 M COP | Francisco        | Dormir a la intemperie                                                                  | Omega       | Alpha       | Alpha       | Omega       | Omega       | Beta               | Darlyn             |                    |
| 7       |                                                                  | Willy (39 años) Tumaco, Nariño / Vendedor de comida rápida              | Compras por Mercado Libre             | Alpha       | 6 M COP | Willy            | Introducirse en un tanque con agua helada por ciclos durante una noche.                 | Beta        | Alpha       | Alpha       | Beta        | Beta        | Omega              | Hércules           |                    |
| 7       | Juan Felipe "Rojo" (29 años) Bogotá / Ingeniero de sistemas      |                                                                         | Compras por Mercado Libre             | Alpha       | 6 M COP | Willy            | Introducirse en un tanque con agua helada por ciclos durante una noche.                 | Beta        | Alpha       | Alpha       | Beta        | Beta        | Omega              | Hércules           |                    |
| 7       | Alejo "El Montañero" (30 años) Manizales / Influencer            |                                                                         | Compras por Mercado Libre             | Alpha       | 6 M COP | Willy            | Introducirse en un tanque con agua helada por ciclos durante una noche.                 | Beta        | Alpha       | Alpha       | Beta        | Beta        | Omega              | Hércules           |                    |
| 8       |                                                                  | Adriana (23 años) Tame, Arauca / Asesora de construcción                | Compras por Mercado Libre             | Alpha       | 2 M COP | Adriana          | Permanecer hasta el desafío de muerte inmobilizados con yeso en los brazos              | Omega       | Alpha       | Alpha       | Omega       | Omega       | Beta               | Lina               |                    |
| 8       | Rut (27 años) Maracay, Venezuela / Asesora comercial             |                                                                         | Compras por Mercado Libre             | Alpha       | 2 M COP | Adriana          | Permanecer hasta el desafío de muerte inmobilizados con yeso en los brazos              | Omega       | Alpha       | Alpha       | Omega       | Omega       | Beta               | Lina               |                    |
| 8       | Viviana (47 años) Cali / Cirujana plástica                       |                                                                         | Compras por Mercado Libre             | Alpha       | 2 M COP | Adriana          | Permanecer hasta el desafío de muerte inmobilizados con yeso en los brazos              | Omega       | Alpha       | Alpha       | Omega       | Omega       | Beta               | Lina               |                    |
| 9       |                                                                  | Carlos (41 años) Bogotá / Conductor                                     | Compras por Mercado Libre             | Beta        | 6 M COP | Arcadio          | Quitar el 50% del dinero obtenido a otro equipo.                                        | Omega       | Beta        | Beta        | Omega       | Omega       | Alpha              | Kevyn              |                    |
| 9       | Arcadio (51 años) Ninaima, Cundinamarca / Ganadero               |                                                                         | Compras por Mercado Libre             | Beta        | 6 M COP | Arcadio          | Quitar el 50% del dinero obtenido a otro equipo.                                        | Omega       | Beta        | Beta        | Omega       | Omega       | Alpha              | Kevyn              |                    |
| 9       | Cristian (36 años) San Augustín, Huila / Bombero de gasolina     |                                                                         | Compras por Mercado Libre             | Beta        | 6 M COP | Arcadio          | Quitar el 50% del dinero obtenido a otro equipo.                                        | Omega       | Beta        | Beta        | Omega       | Omega       | Alpha              | Kevyn              |                    |
| 10      |                                                                  | Nahomy (22 años) Timbiquí, Cauca / Ama de casa                          | Compras por Mercado Libre             | Omega       | 6 M COP | Tania            | Talar una cantidad considerable de troncos de madera con una medida exacta.             | Alpha       | Omega       | Omega       | Beta        | Beta        | Alpha              | Darlyn             |                    |
| 10      | Tatiana (48 años) Bogotá / Abogada                               |                                                                         | Compras por Mercado Libre             | Omega       | 6 M COP | Tania            | Talar una cantidad considerable de troncos de madera con una medida exacta.             | Alpha       | Omega       | Omega       | Beta        | Beta        | Alpha              | Darlyn             |                    |
| 10      | Tania (28 años) Bogotá / Auxiliar de enfermería                  |                                                                         | Compras por Mercado Libre             | Omega       | 6 M COP | Tania            | Talar una cantidad considerable de troncos de madera con una medida exacta.             | Alpha       | Omega       | Omega       | Beta        | Beta        | Alpha              | Darlyn             |                    |
| 11      |                                                                  | Carlos "Monaiyama" (27 años) La Chorrera, Amazonas / Panadero Artesanal | Compras por Mercado Libre             | Alpha       | 8 M COP | Carlos           | Trasladar los objetos pesados al Box Negro.                                             | Alpha       | Alpha       | Alpha       | Beta        | Beta        | Omega              | Yoifer             |                    |
| 11      | Anthony "Miss" (27 años) Timbío, Cauca / Docente                 |                                                                         | Compras por Mercado Libre             | Alpha       | 8 M COP | Carlos           | Trasladar los objetos pesados al Box Negro.                                             | Alpha       | Alpha       | Alpha       | Beta        | Beta        | Omega              | Yoifer             |                    |
| 11      | Samuel "Sargento" (50 años) Bogotá / Exmilitar                   |                                                                         | Compras por Mercado Libre             | Alpha       | 8 M COP | Carlos           | Trasladar los objetos pesados al Box Negro.                                             | Alpha       | Alpha       | Alpha       | Beta        | Beta        | Omega              | Yoifer             |                    |
| 12      |                                                                  | Diana Sincelejo / Ingeniera Industrial                                  | Compras por Mercado Libre             | Beta        | 2 M COP | Lina             | Noche a la deriva en bote                                                               | Alpha       | Beta        | Beta        | Omega       | Omega       | Alpha              | Gaspar             |                    |
| 12      | Lina Santa Rosalía, Vichada / Desempleada                        |                                                                         | Compras por Mercado Libre             | Beta        | 2 M COP | Lina             | Noche a la deriva en bote                                                               | Alpha       | Beta        | Beta        | Omega       | Omega       | Alpha              | Gaspar             |                    |
| 12      | Sonia "Mona" Villavicencio / Administradora de empresas          |                                                                         | Compras por Mercado Libre             | Beta        | 2 M COP | Lina             | Noche a la deriva en bote                                                               | Alpha       | Beta        | Beta        | Omega       | Omega       | Alpha              | Gaspar             |                    |
| Etapa 3 |                                                                  |                                                                         |                                       |             |         |                  |                                                                                         |             |             |             |             |             |                    |                    |                    |
| Sem.    | Box                                                              | Representante                                                           | Premios                               | Premios     | Premios | Premios          | Castigo                                                                                 | Castigo     |             | Ganadores   | Ganadores   | Derrotados  | Derrotados         | Sentenciado(a)     | Sentenciado(a)     |
| 13      |                                                                  | Carlos Fusagasugá, Cundinamarca / Amo de casa                           | Compras por Mercado Libre             | Beta        | 8 M COP | Daily            | Compartir una noche con Don Jediondo                                                    | Omega       | Beta        | Beta        | Omega       | Omega       | Luisa              | Luisa              |                    |
| 13      | Daily Tumaco, Nariño / Conchera                                  |                                                                         | Compras por Mercado Libre             | Beta        | 8 M COP | Daily            | Compartir una noche con Don Jediondo                                                    | Omega       | Beta        | Beta        | Omega       | Omega       | Luisa              | Luisa              |                    |
| 13      | Alberto Popayán / Bombero voluntario                             |                                                                         | Compras por Mercado Libre             | Beta        | 8 M COP | Daily            | Compartir una noche con Don Jediondo                                                    | Omega       | Beta        | Beta        | Omega       | Omega       | Luisa              | Luisa              |                    |
| 13      | Gianina Magangué, Bolívar / Diseñadora de sombreros              |                                                                         | Compras por Mercado Libre             | Beta        | 8 M COP | Daily            | Compartir una noche con Don Jediondo                                                    | Omega       | Beta        | Beta        | Omega       | Omega       | Luisa              | Luisa              |                    |
| 14      |                                                                  | Juan Carlos "Juanchito Barber" Cartagena / Barbero                      | Compras por Mercado Libre             | Omega       | 8 M COP | Marlim           | Quitar el 50% del dinero obtenido a otro equipo                                         | Beta        | Omega       | Omega       | Beta        | Beta        | Kevyn              | Kevyn              |                    |
| 14      | Yerica San Pablo de Borbur, Boyacá / Guaquera                    |                                                                         | Compras por Mercado Libre             | Omega       | 8 M COP | Marlim           | Quitar el 50% del dinero obtenido a otro equipo                                         | Beta        | Omega       | Omega       | Beta        | Beta        | Kevyn              | Kevyn              |                    |
| 14      | Jhon "El Diablo" Pitalito, Huila / Vendedor ambulante            |                                                                         | Compras por Mercado Libre             | Omega       | 8 M COP | Marlim           | Quitar el 50% del dinero obtenido a otro equipo                                         | Beta        | Omega       | Omega       | Beta        | Beta        | Kevyn              | Kevyn              |                    |
| 14      | Marilim Medellín / Árbitro profesional                           |                                                                         | Compras por Mercado Libre             | Omega       | 8 M COP | Marlim           | Quitar el 50% del dinero obtenido a otro equipo                                         | Beta        | Omega       | Omega       | Beta        | Beta        | Kevyn              | Kevyn              |                    |
| 15      |                                                                  | Hernando "Nando" Cali / Juez penal militar                              | Compras por Mercado Libre             | Beta        | 8 M COP | Paola            | Introducirse en un tanque con agua helada por ciclos durante una noche.                 | Omega       | Beta        | Beta        | Omega       | Omega       | Natalia            | Natalia            |                    |
| 15      | Paola Chinchiná, Caldas / Manicurista                            |                                                                         | Compras por Mercado Libre             | Beta        | 8 M COP | Paola            | Introducirse en un tanque con agua helada por ciclos durante una noche.                 | Omega       | Beta        | Beta        | Omega       | Omega       | Natalia            | Natalia            |                    |
| 15      | Luis "El Negro" Bogotá / Maestro de obra                         |                                                                         | Compras por Mercado Libre             | Beta        | 8 M COP | Paola            | Introducirse en un tanque con agua helada por ciclos durante una noche.                 | Omega       | Beta        | Beta        | Omega       | Omega       | Natalia            | Natalia            |                    |
| 15      | Luz "Lucecita" Boyacá / Mecánica automotriz                      |                                                                         | Compras por Mercado Libre             | Beta        | 8 M COP | Paola            | Introducirse en un tanque con agua helada por ciclos durante una noche.                 | Omega       | Beta        | Beta        | Omega       | Omega       | Natalia            | Natalia            |                    |
| 16      |                                                                  | Frederick "Melcochita" Zipaquirá, Cundinamarca / Payaso                 | Compras por Mercado Libre             | Omega       | 4 M COP | Andrés y Karina  | Trasladar los objetos pesados al Box Negro.                                             | Beta        | Omega       | Omega       | Beta        | Beta        | Hércules           | Hércules           |                    |
| 16      | Alejandra Neiva / Estudiante                                     |                                                                         | Compras por Mercado Libre             | Omega       | 4 M COP | Andrés y Karina  | Trasladar los objetos pesados al Box Negro.                                             | Beta        | Omega       | Omega       | Beta        | Beta        | Hércules           | Hércules           |                    |
| 16      | Andrés Girón, Santander / Empresario de comidas rápidas          |                                                                         | Compras por Mercado Libre             | Omega       | 4 M COP | Andrés y Karina  | Trasladar los objetos pesados al Box Negro.                                             | Beta        | Omega       | Omega       | Beta        | Beta        | Hércules           | Hércules           |                    |
| 16      | Karina Sardinata, Norte de Santander / Enfermera                 |                                                                         | Compras por Mercado Libre             | Omega       | 4 M COP | Andrés y Karina  | Trasladar los objetos pesados al Box Negro.                                             | Beta        | Omega       | Omega       | Beta        | Beta        | Hércules           | Hércules           |                    |
| Etapa 4 |                                                                  |                                                                         |                                       |             |         |                  |                                                                                         |             |             |             |             |             |                    |                    |                    |
| Sem.    | Box                                                              | Representante                                                           | Premios                               | Premios     | Premios | Premios          | Castigo                                                                                 | Castigo     |             | Ganadores   | Ganadores   | Derrotados  | Derrotados         | Pareja Sentenciada | Pareja Sentenciada |
| 17      |                                                                  | Frank Barranquilla / Locutor deportivo                                  | Compras por Mercado Libre             | Equipo Pibe | 8 M COP | Peñuela          | Quedarse con cuatro cofres con dinero del equipo rival.                                 | Equipo Tino | Equipo Pibe | Equipo Pibe | Equipo Tino | Equipo Tino | Darlyn & Sensei    | Darlyn & Sensei    |                    |
| 17      | Carolinalmar Medellín / Comunicadora científica                  |                                                                         | Compras por Mercado Libre             | Equipo Pibe | 8 M COP | Peñuela          | Quedarse con cuatro cofres con dinero del equipo rival.                                 | Equipo Tino | Equipo Pibe | Equipo Pibe | Equipo Tino | Equipo Tino | Darlyn & Sensei    | Darlyn & Sensei    |                    |
| 17      | Peñuela Sopó, Cundinamarca / Técnico en logística                |                                                                         | Compras por Mercado Libre             | Equipo Pibe | 8 M COP | Peñuela          | Quedarse con cuatro cofres con dinero del equipo rival.                                 | Equipo Tino | Equipo Pibe | Equipo Pibe | Equipo Tino | Equipo Tino | Darlyn & Sensei    | Darlyn & Sensei    |                    |
| 17      | Marbel Neiva / Meliponicultora                                   |                                                                         | Compras por Mercado Libre             | Equipo Pibe | 8 M COP | Peñuela          | Quedarse con cuatro cofres con dinero del equipo rival.                                 | Equipo Tino | Equipo Pibe | Equipo Pibe | Equipo Tino | Equipo Tino | Darlyn & Sensei    | Darlyn & Sensei    |                    |
| 18      |                                                                  | James Ibagué / Esteticista                                              | Compras por Mercado Libre             | Equipo Pibe | 2 M COP | Iván "El Paisa"  | Permanecer dentro de cajas de madera durante 24 horas.                                  | Equipo Tino | Equipo Pibe | Equipo Pibe | Equipo Tino | Equipo Tino | Francisco & Madrid | Francisco & Madrid |                    |
| 18      | Ángela "La Crespa" Suaza, Huila / Lavacarros                     |                                                                         | Compras por Mercado Libre             | Equipo Pibe | 2 M COP | Iván "El Paisa"  | Permanecer dentro de cajas de madera durante 24 horas.                                  | Equipo Tino | Equipo Pibe | Equipo Pibe | Equipo Tino | Equipo Tino | Francisco & Madrid | Francisco & Madrid |                    |
| 18      | Iván "El Paisa" Manzanares, Caldas / Conductor                   |                                                                         | Compras por Mercado Libre             | Equipo Pibe | 2 M COP | Iván "El Paisa"  | Permanecer dentro de cajas de madera durante 24 horas.                                  | Equipo Tino | Equipo Pibe | Equipo Pibe | Equipo Tino | Equipo Tino | Francisco & Madrid | Francisco & Madrid |                    |
| 18      | Estefanía Medellín / Bacterióloga                                |                                                                         | Compras por Mercado Libre             | Equipo Pibe | 2 M COP | Iván "El Paisa"  | Permanecer dentro de cajas de madera durante 24 horas.                                  | Equipo Tino | Equipo Pibe | Equipo Pibe | Equipo Tino | Equipo Tino | Francisco & Madrid | Francisco & Madrid |                    |
| 19      |                                                                  | Alex Boavita, Boyacá / Celador                                          | Compras por Mercado Libre             | Equipo Pibe | 2 M COP | Jhon "El Chiqui" | Llenar sacos de arena y trasladarlos al box amarillo.                                   | Equipo Tino | Equipo Pibe | Equipo Pibe | Equipo Tino | Equipo Tino | Karen & Olímpico   | Karen & Olímpico   |                    |
| 19      | Paola Villa Paz (Arauquita), Arauca / Enfermera                  |                                                                         | Compras por Mercado Libre             | Equipo Pibe | 2 M COP | Jhon "El Chiqui" | Llenar sacos de arena y trasladarlos al box amarillo.                                   | Equipo Tino | Equipo Pibe | Equipo Pibe | Equipo Tino | Equipo Tino | Karen & Olímpico   | Karen & Olímpico   |                    |
| 19      | Jhon "El Chiqui" Bogotá / Comerciante                            |                                                                         | Compras por Mercado Libre             | Equipo Pibe | 2 M COP | Jhon "El Chiqui" | Llenar sacos de arena y trasladarlos al box amarillo.                                   | Equipo Tino | Equipo Pibe | Equipo Pibe | Equipo Tino | Equipo Tino | Karen & Olímpico   | Karen & Olímpico   |                    |
| 19      | La Crespa" Cali / Administradora de empresas                     |                                                                         | Compras por Mercado Libre             | Equipo Pibe | 2 M COP | Jhon "El Chiqui" | Llenar sacos de arena y trasladarlos al box amarillo.                                   | Equipo Tino | Equipo Pibe | Equipo Pibe | Equipo Tino | Equipo Tino | Karen & Olímpico   | Karen & Olímpico   |                    |
| 20      |                                                                  | Andrés "El Prymo" Puerto Lleras, Meta / Cantante de TransMilenio        | Compras por Mercado Libre             | Equipo Tino | 1 M COP | Cristal          | Dos parejas deben estar sobre plataforma por espacio de una hora durante toda la noche. | Equipo Pibe | Equipo Tino | Equipo Tino | Equipo Pibe | Equipo Pibe | Karoline & Jerry   | Karoline & Jerry   |                    |
| 20      | Tania Facatativá, Cundinamarca / Recicladora                     |                                                                         | Compras por Mercado Libre             | Equipo Tino | 1 M COP | Cristal          | Dos parejas deben estar sobre plataforma por espacio de una hora durante toda la noche. | Equipo Pibe | Equipo Tino | Equipo Tino | Equipo Pibe | Equipo Pibe | Karoline & Jerry   | Karoline & Jerry   |                    |
| 20      | David Monterrey, Casanare / Profesor                             |                                                                         | Compras por Mercado Libre             | Equipo Tino | 1 M COP | Cristal          | Dos parejas deben estar sobre plataforma por espacio de una hora durante toda la noche. | Equipo Pibe | Equipo Tino | Equipo Tino | Equipo Pibe | Equipo Pibe | Karoline & Jerry   | Karoline & Jerry   |                    |
| 20      | Cristina "Cristal" Bogotá / Estudiante de comunicación social    |                                                                         | Compras por Mercado Libre             | Equipo Tino | 1 M COP | Cristal          | Dos parejas deben estar sobre plataforma por espacio de una hora durante toda la noche. | Equipo Pibe | Equipo Tino | Equipo Tino | Equipo Pibe | Equipo Pibe | Karoline & Jerry   | Karoline & Jerry   |                    |

## Recompensas

### Mejor equipo del ciclo
Cada vez que un equipo alcanza la victoria en algún Desafío de Sentencia, automáticamente se convierte en opcionado al premio de mejor equipo del ciclo, el cual, además de lograr este reconocimiento, recibe una suma considerable de dinero. A diferencia de temporadas anteriores, en la que los encargados de elegir al ganador de la categoría eran los televidentes a través de sus votos en la página web oficial del programa, por segunda vez será el desempeño de los jugadores el que decidirá su futuro, puesto que el grupo con el mejor rendimiento será acreedor de la recompensa.
| Etapa 1 | Etapa 1     | Etapa 1     | Etapa 1     | Etapa 1     | Etapa 1        | Etapa 1     |
| Semana  | Nominados   | Nominados   | Nominados   | Nominados   | Recompensa     | Ganador     |
| Semana  | Equipo 1    | Equipo 2    | Equipo 3    | Equipo 4    | Recompensa     | Ganador     |
| ------- | ----------- | ----------- | ----------- | ----------- | -------------- | ----------- |
| 1       | Beta        | Alpha       | Beta        | Alpha       | 15 000 000 COP | Beta        |
| 1       | Beta        | Alpha       | Beta        | Alpha       | 15 000 000 COP | Alpha       |
| 2       | Beta        | Omega       | Beta        | Beta        | 15 000 000 COP | Beta        |
| 3       | Alpha       | Beta        | Alpha       | Omega       | 15 000 000 COP | Alpha       |
| 4       | Omega       | Beta        | Alpha       | Beta        | 15 000 000 COP | Beta        |
| Etapa 2 |             |             |             |             |                |             |
| 5       | Beta        | Omega       | Alpha       | Alpha       | 20 000 000 COP | Alpha       |
| 6       | Alpha       | Omega       | Alpha       | Alpha       | 20 000 000 COP | Alpha       |
| 7       | Beta        | Omega       | Omega       | Alpha       | 20 000 000 COP | Omega       |
| 8       | Omega       | Omega       | Omega       | Alpha       | 20 000 000 COP | Omega       |
| 9       | Beta        | Alpha       | Beta        | Beta        | 20 000 000 COP | Beta        |
| 10      | Alpha       | Omega       | Omega       | Omega       | 20 000 000 COP | Omega       |
| 11      | Beta        | Omega       | Omega       | Alpha       | 30 000 000 COP | Omega       |
| 12      | Alpha       | Alpha       | Beta        | Beta        | 30 000 000 COP | Alpha       |
| 12      | Alpha       | Alpha       | Beta        | Beta        | 30 000 000 COP | Beta        |
| Etapa 3 |             |             |             |             |                |             |
| 13      | Beta        | Beta        | Beta        | Beta        | 30 000 000 COP | Beta        |
| 14      | Beta        | Omega       | Omega       | Omega       | 30 000 000 COP | Omega       |
| 15      | Omega       | Omega       | Beta        | Beta        | 30 000 000 COP | Omega       |
| 15      | Omega       | Omega       | Beta        | Beta        | 30 000 000 COP | Beta        |
| 16      | Beta        | Beta        | Omega       | Omega       | 30 000 000 COP | Omega       |
| 16      | Beta        | Beta        | Omega       | Omega       | 30 000 000 COP | Beta        |
| Etapa 4 |             |             |             |             |                |             |
| 17      | Equipo Tino | Equipo Tino | Equipo Pibe | Equipo Pibe | 40 000 000 COP | Equipo Tino |
| 17      | Equipo Tino | Equipo Tino | Equipo Pibe | Equipo Pibe | 40 000 000 COP | Equipo Pibe |
| 18      | Equipo Pibe | Equipo Tino | Equipo Pibe | Equipo Pibe | 40 000 000 COP | Equipo Pibe |
| 19      | Equipo Pibe | Equipo Pibe | Equipo Pibe | Equipo Pibe | 50 000 000 COP | Equipo Pibe |
| 20      | Equipo Pibe | Equipo Pibe | Equipo Pibe | Equipo Tino | 60 000 000 COP | Equipo Pibe |

### Servicio de Internet
El equipo ganador del desafío de sentencia y servicios adquiere la posibilidad de seleccionar a uno de sus integrantes para que tenga acceso a sus redes sociales durante un tiempo reducido. En ese lapso, los televidentes pueden conocer a qué se dedica, cuáles son sus aspiraciones, qué logros ha obtenido a nivel personal o profesional, etc.
| Etapa 1 | Etapa 1        | Etapa 1                                |
| Semana  | Equipo ganador | Participante                           |
| ------- | -------------- | -------------------------------------- |
| 1       | Alpha          | Iván Andrés Arteaga Martínez "Arandú"  |
| 2       | Omega          | Enzo Alejandro Meneses Bermejo "Renzo" |
| 3       | Beta           | Valentina Rodríguez Ortiz              |
| 4       | Beta           | Marlon David Duque Lemus               |
| Etapa 2 |                |                                        |
| Semana  | Equipo ganador | Participante                           |
| 5       | Omega          | Juliana Melissa Gaspar Marín           |
| 6       | Omega          | Ana María Restrepo Gómez "Anamar"      |
| 7       | Omega          | Luisa Alejandra Sanmiguel Quiroz       |
| 8       | Omega          | Lina Marcela Hernández Ferro           |
| 9       | Alpha          | María Paula Tobón de Castro "Mapi"     |
| 10      | Omega          | Alejandro Londoño Aguirre "Alejo"      |
| 11      | Omega          | Bryant Guzmán "Kratos"                 |
| 12      | Alpha          | Paula Natalia Roncancio Rincón         |
| Etapa 3 |                |                                        |
| Semana  | Equipo ganador | Participante                           |
| 13      | Beta           | Kevyn Leonardo Mosquera Rúa            |
| 14      | Omega          | Karen María Candia Ramírez             |
| 15      | Omega          | Santiago Ríos "Santi"                  |
| 16      | Beta           | Karoline Artunduaga Alviz              |

### Mensaje de casa
A partir de la semana 9, el equipo ganador del Desafío de sentencia y servicios obtiene el derecho de elegir a un participante, que tendrá el privilegio de poder recibir un mensaje desde casa, representado en algunas cartas, fotografías y recuerdos especiales.
| Etapa 2 | Etapa 2        | Etapa 2                          |
| Semana  | Equipo ganador | Participante                     |
| ------- | -------------- | -------------------------------- |
| 9       | Alpha          | Kevyn Leonardo Mosquera Rúa      |
| 10      | Omega          | Juliana Melissa Gaspar Marín     |
| 11      | Omega          | Luisa Alejandra Sanmiguel Quiroz |
| 12      | Alpha          | Paula Natalia Roncancio Rincón   |
| Etapa 3 |                |                                  |
| Semana  | Equipo ganador | Participante                     |
| 13      | Beta           | Darlyn Estefanía Giraldo Torres  |
| 14      | Omega          | Francisco José Amaya             |
| 15      | Omega          | Karen María Candia Ramírez       |
| 16      | Beta           | Gloria Katherin Peña "Glock"     |
| Etapa 4 |                |                                  |
| Semana  | Equipo ganador | Participante                     |
| 17      | Equipo Tino    | Darlyn Estefanía Giraldo Torres  |
| 18      | Equipo Tino    | Paula Natalia Roncancio Rincón   |
| 19      | Equipo Pibe    | Karoline Artunduaga Alviz        |
| 20      | Equipo Pibe    | Kelly Ríos "Guajira"             |

### El Cubo
El Cubo es un espacio donde el ganador tiene la oportunidad de compartir un momento íntimo junto a otro participante de su elección. En este lugar, ambos podrán comer y descansar durante una noche. La llave del cubo se suele dar al ganador de cierta prueba o se deja en una pista y el equipo que logre obtenerla debe elegir a uno de sus participantes para que se quede con ella. Luego, éste le enviará una carta de invitación al desafiante que quiera, el cual puede ser de cualquier equipo.
| Etapa 2 | Etapa 2                                | Etapa 2                  | Etapa 2                     |
| Semana  | Prueba                                 | Ganador (a)              | Invitado(a)                 |
| ------- | -------------------------------------- | ------------------------ | --------------------------- |
| 5       | Fiesta                                 | Enzo Meneses "Renzo"     | Ana María Restrepo "Anamar" |
| 7       | Desafío de sentencia, premio y castigo | María Paula Tobón "Mapi" | Juliana Melissa Gaspar      |
| Etapa 3 |                                        |                          |                             |
| 13      | Fiesta                                 | Kevyn Mosquera           | Natalia Roncancio           |

## Eliminación

### Desafío a Muerte
Es realizado al final de la semana. En esta prueba, se enfrentan todos los participantes sentenciados a lo largo del ciclo. Los desafiantes compiten individualmente divididos por géneros, con el propósito de no abandonar el programa. Al final, son dos los eliminados, un hombre y una mujer.
En la semana 21, las parejas perdedoras de los duelos de salvación se enfrentarán para pasar al Desafío Final.
| Etapa 1 | Etapa 1              | Etapa 1              | Etapa 1              | Etapa 1              | Etapa 1             | Etapa 1             | Etapa 1             | Etapa 1            | Etapa 1 | Etapa 1               |
| ------- | -------------------- | -------------------- | -------------------- | -------------------- | ------------------- | ------------------- | ------------------- | ------------------ | ------- | --------------------- |
| Semana  | Sentenciados         | Sentenciados         | Sentenciados         | Sentenciados         |                     | 1.eros Lugares      | 2.dos Lugares       | 3.eros Lugares     |         | Eliminado y Eliminada |
| 1       | Yoifer               | Kevyn                | Kratos               | Vittorio             | Yoifer              | Kratos              | Kevyn               | Vittorio           |         |                       |
| 1       | Beba                 | Ana                  | Natalia              | Valentina            | Natalia             | Valentina           | Beba                | Ana                |         |                       |
| 2       | Santi                | Caipe                | Alexander            | Renzo                | Renzo               | Alexander           | Santi               | Caipe              |         |                       |
| 2       | Lina                 | Darlyn               | Beba                 | Glock                | Darlyn              | Glock               | Beba                | Lina               |         |                       |
| 3       | Marlon               | Hércules             | Campanita            | Danilo               | Campanita           | Marlon              | Hércules            | Danilo             |         |                       |
| 3       | Karoline             | Dickson              | Acero                | Luisa                | Luisa               | Karoline            | Dickson             | Acero              |         |                       |
| 4       | Alexander            | Hércules             | Kevyn                | Santi                | Kevyn               | Santi               | Hércules            | Alexander          |         |                       |
| 4       | Beba                 | Karen                | Lina                 | Mapi                 | No hubo competencia | No hubo competencia | No hubo competencia | —                  |         |                       |
| Etapa 2 |                      |                      |                      |                      |                     |                     |                     |                    |         |                       |
| Semana  | Sentenciados         | Sentenciados         | Sentenciados         | Sentenciados         |                     | 1.er Lugar          | 2.do Lugar          | 3.er Lugar         |         | Eliminado/a           |
| 5       | Francisco            | Juan                 | Alejo                | Arandú               | Arandú              | Francisco           | Alejo               | Juan               |         |                       |
| 6       | Anamar               | Mapi                 | Gaspar               | Darlyn               | Darlyn              | Gaspar              | Mapi                | Anamar             |         |                       |
| 7       | Santi                | Francisco            | Kevyn                | Hércules             | Kevyn               | Hércules            | Santi               | Francisco          |         |                       |
| 8       | Karen                | Dickson              | Natalia              | Lina                 | Karen               | Dickson             | Natalia             | Lina               |         |                       |
| 9       | Santi                | Yoifer               | Campanita            | Kevyn                | Kevyn               | Yoifer              | Santi               | Campanita          |         |                       |
| 10      | Valentina            | Glock                | Karoline             | Darlyn               | Karoline            | Darlyn              | Glock               | Valentina          |         |                       |
| 11      | Kratos               | Hércules             | Francisco            | Yoifer               | Hércules            | Yoifer              | Francisco           | Kratos             |         |                       |
| 12      | Glock                | Karoline             | Mapi                 | Gaspar               | Karoline            | Mapi                | Glock               | Gaspar             |         |                       |
| Etapa 3 |                      |                      |                      |                      |                     |                     |                     |                    |         |                       |
| Semana  | Sentenciados         | Sentenciados         | Sentenciados         | Sentenciados         |                     | Ganadores           | Ganadores           | Ganadores          |         | Eliminado y Eliminada |
| 13      | Renzo                | Renzo                | Alejo                | Alejo                | Alejo               | Alejo               | Alejo               | Renzo              |         |                       |
| 13      | Karen                | Karen                | Luisa                | Luisa                | Karen               | Karen               | Karen               | Luisa              |         |                       |
| 14      | Mapi                 | Mapi                 | Glock                | Glock                | Glock               | Glock               | Glock               | Mapi               |         |                       |
| 14      | Arandú               | Arandú               | Kevyn                | Kevyn                | Kevyn               | Kevyn               | Kevyn               | Arandú             |         |                       |
| 15      | Yoifer               | Yoifer               | Francisco            | Francisco            | Francisco           | Francisco           | Francisco           | Yoifer             |         |                       |
| 15      | Dickson              | Dickson              | Natalia              | Natalia              | Natalia             | Natalia             | Natalia             | Dickson            |         |                       |
| 16      | Natalia              | Natalia              | Glock                | Glock                | Natalia             | Natalia             | Natalia             | Glock              |         |                       |
| 16      | Santi                | Santi                | Hércules             | Hércules             | Santi               | Santi               | Santi               | Hércules           |         |                       |
| Etapa 4 |                      |                      |                      |                      |                     |                     |                     |                    |         |                       |
| Semana  | Parejas Sentenciadas | Parejas Sentenciadas | Parejas Sentenciadas | Parejas Sentenciadas |                     | 1.er Lugar          | 2.do Lugar          | 3.er Lugar         |         | Pareja Eliminada      |
| 17      | Karoline & Jerry     | Karoline & Jerry     | Alejo & Luisa        | Alejo & Luisa        | Karoline & Jerry    | Darlyn & Sensei     | Alejo & Luisa       | Santi & Camila     |         |                       |
| 17      | Santi & Camila       | Santi & Camila       | Darlyn & Sensei      | Darlyn & Sensei      | Karoline & Jerry    | Darlyn & Sensei     | Alejo & Luisa       | Santi & Camila     |         |                       |
| 18      | Natalia & Be         | Natalia & Be         | Alejo & Luisa        | Alejo & Luisa        | Kevyn & Guajira     | Alejo & Luisa       | Natalia & Be        | Francisco & Madrid |         |                       |
| 18      | Kevyn & Guajira      | Kevyn & Guajira      | Francisco & Madrid   | Francisco & Madrid   | Kevyn & Guajira     | Alejo & Luisa       | Natalia & Be        | Francisco & Madrid |         |                       |
| 19      | Natalia & Be         | Natalia & Be         | Alejo & Luisa        | Alejo & Luisa        | Darlyn & Sensei     | Alejo & Luisa       | Natalia & Be        | Karen & Olímpico   |         |                       |
| 19      | Darlyn & Sensei      | Darlyn & Sensei      | Karen & Olímpico     | Karen & Olímpico     | Darlyn & Sensei     | Alejo & Luisa       | Natalia & Be        | Karen & Olímpico   |         |                       |
| 20      | Natalia & Be         | Natalia & Be         | Darlyn & Sensei      | Darlyn & Sensei      | Karoline & Jerry    | Darlyn & Sensei     | Natalia & Be        | Alejo & Luisa      |         |                       |
| 20      | Alejo & Luisa        | Alejo & Luisa        | Karoline & Jerry     | Karoline & Jerry     | Karoline & Jerry    | Darlyn & Sensei     | Natalia & Be        | Alejo & Luisa      |         |                       |
| Etapa 5 |                      |                      |                      |                      |                     |                     |                     |                    |         |                       |
| Semana  | Parejas Sentenciadas | Parejas Sentenciadas | Parejas Sentenciadas | Parejas Sentenciadas |                     | Pareja Ganadora     | Pareja Ganadora     | Pareja Ganadora    |         | Pareja Eliminada      |
| 21      | Natalia & Be         | Natalia & Be         | Darlyn & Sensei      | Darlyn & Sensei      | Darlyn & Sensei     | Darlyn & Sensei     | Darlyn & Sensei     | Natalia & Be       |         |                       |

## Semifinales

### Desafío X Todo
Para la semifinal los participantes compiten por parejas conformadas por un hombre y una mujer elegidos al azar, las primeras parejas en culminar la prueba se quedan con todas las comodidades y premios mientras que las dos últimas irán a playa baja sin nada.
| Etapa 4 | Etapa 4 | Etapa 4      | Etapa 4       | Etapa 4            | Etapa 4     | Etapa 4                                                   |
| Semana  | Box     | Ganadores    | Ganadores     | Derrotados         | Derrotados  | Premios                                                   |
| ------- | ------- | ------------ | ------------- | ------------------ | ----------- | --------------------------------------------------------- |
| 17      |         | Darlyn Kevyn | Natalia Alejo | Karoline Francisco | Karen Santi | Visita de los familiares y motocicletas ganadas por estos |

### La Gran Apuesta
Es un único juego en el cual se disputó un premio de $100 millones que serán repartidos entre el equipo ganador.
| Etapa 4 | Etapa 4     | Etapa 4     | Etapa 4         |
| Semana  | Ganadores   | Derrotados  | Premios         |
| ------- | ----------- | ----------- | --------------- |
| 17      | Equipo Tino | Equipo Pibe | 100 000 000 COP |

### La Revancha
Es un juego en el cual se disputó un premio de $100 millones que serán repartidos entre el equipo ganador, además este tenía la potestad de decidir sobre sus rivales.
| Etapa 5 | Etapa 5     | Etapa 5     | Etapa 5         |
| Semana  | Ganadores   | Derrotados  | Premios         |
| ------- | ----------- | ----------- | --------------- |
| 21      | Equipo Tino | Equipo Pibe | 100 000 000 COP |

### Duelos de Salvación
Las parejas se enfrentarán en duelos. De cada duelo, una pareja pasará directo al Desafío Final, las parejas perdedoras de cada duelo, pasarán al Desafío a Muerte.
| Etapa 5 | Etapa 5         | Etapa 5         | Etapa 5          | Etapa 5           | Etapa 5            |
| Semana  | Box             | Parejas         | Parejas          | Parejas Ganadoras | Parejas Derrotadas |
| ------- | --------------- | --------------- | ---------------- | ----------------- | ------------------ |
| 21      |                 | Natalia & Be    | Karoline & Jerry | Karoline & Jerry  | Natalia & Be       |
| 21      | Darlyn & Sensei | Kevyn & Guajira | Kevyn & Guajira  | Darlyn & Sensei   |                    |

### Desafío Final
En esta prueba participan los ganadores de los duelos de salvación y la pareja ganadora del último Desafío a Muerte.
| Etapa 5 | Etapa 5 | Etapa 5          | Etapa 5         | Etapa 5         | Etapa 5            | Etapa 5            | Etapa 5          |
| Semana  | Box     | Parejas          | Parejas         | Parejas         | Parejas Finalistas | Parejas Finalistas | Pareja Eliminada |
| ------- | ------- | ---------------- | --------------- | --------------- | ------------------ | ------------------ | ---------------- |
| 21      |         | Karoline & Jerry | Kevin & Guajira | Darlyn & Sensei | Kevin & Guajira    | Darlyn & Sensei    | Karoline & Jerry |

### Otros premios
El Desafío de los Favoritos será una prueba en el que los más votados por el público jugarán para ganar 200 millones de pesos, 100 millones para un hombre y 100 millones para una mujer.
| Desafío de los Favoritos | Desafío de los Favoritos | Desafío de los Favoritos | Desafío de los Favoritos | Desafío de los Favoritos | Desafío de los Favoritos | Desafío de los Favoritos | Desafío de los Favoritos | Desafío de los Favoritos | Desafío de los Favoritos | Desafío de los Favoritos |
| Premio                   | Box                      | Nominados por el público | Nominados por el público | Nominados por el público | Nominados por el público | Nominados por el público | Los más votados          | Los más votados          | Los más votados          | Ganadores                |
| ------------------------ | ------------------------ | ------------------------ | ------------------------ | ------------------------ | ------------------------ | ------------------------ | ------------------------ | ------------------------ | ------------------------ | ------------------------ |
| 200 000 000 COP          |                          | Francisco                | Santi                    | Marlon                   | Kevyn                    | Arandú                   | Kevyn                    | Santi                    | Francisco                | Kevyn                    |
| 200 000 000 COP          | Gaspar                   | Darlyn                   | Karen                    | Guajira                  | Luisa                    | Karen                    | Darlyn                   | Guajira                  | Karen                    |                          |

### Premios Desafío
Los propios participantes escogen a los ganadores de cada categoría
| Mejor Pareja   | Mejor Pareja    | Mejor Pareja         | Mejor Pareja   |
| Nominados      | Nominados       | Nominados            | Ganadores      |
| -------------- | --------------- | -------------------- | -------------- |
| Renzo & Anamar | Kevyn & Natalia | Campanita & Vittorio | Renzo & Anamar |

| Mejor Beso     | Mejor Beso         | Mejor Beso      | Mejor Beso     | Mejor Beso        | Mejor Beso         |
| Nominados      | Nominados          | Nominados       | Nominados      | Nominados         | Ganadores          |
| -------------- | ------------------ | --------------- | -------------- | ----------------- | ------------------ |
| Renzo & Anamar | Hércules & Dickson | Kevyn & Natalia | Kratos & Glock | Jerry & La Crespa | Hércules & Dickson |

| El Más Dramático | El Más Dramático | El Más Dramático | El Más Dramático | El Más Dramático |
| Nominados        | Nominados        | Nominados        | Nominados        | Ganador(a)       |
| ---------------- | ---------------- | ---------------- | ---------------- | ---------------- |
| Luisa            | Beba             | Anamar           | Santi            | Beba             |

| El Más Torpe | El Más Torpe | El Más Torpe | El Más Torpe | El Más Torpe | El Más Torpe | El Más Torpe | El Más Torpe |
| Nominados    | Nominados    | Nominados    | Nominados    | Nominados    | Nominados    | Nominados    | Ganador(a)   |
| ------------ | ------------ | ------------ | ------------ | ------------ | ------------ | ------------ | ------------ |
| Dickson      | Santi        | Campanita    | Mapi & Glock | Karoline     | Alejo        | Jerry        | Santi        |

| La Pelea de la Temporada | La Pelea de la Temporada | La Pelea de la Temporada | La Pelea de la Temporada | La Pelea de la Temporada | La Pelea de la Temporada | La Pelea de la Temporada |
| Nominados                | Nominados                | Nominados                | Nominados                | Nominados                | Nominados                | Ganadores                |
| ------------------------ | ------------------------ | ------------------------ | ------------------------ | ------------------------ | ------------------------ | ------------------------ |
| Alejo & Gaspar           | Glock & Karoline         | Beba & Dickson           | Yoifer & Karoline        | Mapi & Francisco         | Alexander & Karoline     | Beba & Dickson           |

| El Más Divertido | El Más Divertido | El Más Divertido | El Más Divertido |
| Nominados        | Nominados        | Nominados        | Ganador(a)       |
| ---------------- | ---------------- | ---------------- | ---------------- |
| Campanita        | Yoifer           | Alejo            | Campanita        |

| La Jugada Más Vistosa | La Jugada Más Vistosa | La Jugada Más Vistosa | La Jugada Más Vistosa | La Jugada Más Vistosa | La Jugada Más Vistosa |
| Nominados             | Nominados             | Nominados             | Nominados             | Nominados             | Ganador(a)            |
| --------------------- | --------------------- | --------------------- | --------------------- | --------------------- | --------------------- |
| Karen                 | Karoline              | Kevyn                 | Glock                 | Arandú                | Karen                 |

| La Más "Mamacita" | La Más "Mamacita" | La Más "Mamacita" | La Más "Mamacita" |
| Nominadas         | Nominadas         | Nominadas         | Ganadora          |
| ----------------- | ----------------- | ----------------- | ----------------- |
| Luisa             | Valentina         | Lina              | Luisa             |

| El Más "Papacito" | El Más "Papacito" | El Más "Papacito" | El Más "Papacito" |
| Nominados         | Nominados         | Nominados         | Ganador           |
| ----------------- | ----------------- | ----------------- | ----------------- |
| Alejo             | Santi             | Campanita         | Alejo             |

## Eximiciones o retiros
| Desafío de sentencia y hambre | Desafío de sentencia y hambre     | Desafío de sentencia y hambre         | Desafío de sentencia y hambre | Desafío de sentencia y hambre |
| Etapa 1                       | Etapa 1                           | Etapa 1                               | Etapa 1                       | Etapa 1                       |
| Semana                        | Equipos                           | Equipos                               | Equipos                       | Equipos                       |
| ----------------------------- | --------------------------------- | ------------------------------------- | ----------------------------- | ----------------------------- |
| Semana                        | Alpha                             | Beta                                  | Gamma                         | Omega                         |
| 1                             |                                   |                                       |                               |                               |
| 2                             | Beba, Mapi, Danilo y Francisco    | Luisa, Valentina, Caipe y Juan        | Glock, Natalia y Hércules     | Gamboa, Alejo y Kratos        |
| 3                             | Beba, Mapi y Danilo               | Darlyn y Luisa                        | Karoline y Natalia            | Renzo                         |
| 4                             | Beba y Mapi                       | Luisa                                 | Anamar y Natalia              | Campanita                     |
| Etapa 2                       |                                   |                                       |                               |                               |
| Semana                        | Equipos                           | Equipos                               | Equipos                       | Equipos                       |
| Semana                        | Alpha                             | Beta                                  | Omega                         | Omega                         |
| 5                             | Natalia y Santi                   | Valentina y Hércules                  | Gaspar y Campanita            | Gaspar y Campanita            |
| 6                             |                                   | Yoifer                                | Campanita                     | Campanita                     |
| 7                             | Mapi                              | Valentina y Hércules                  | Campanita                     | Campanita                     |
| 8                             | Natalia                           | Valentina, Hércules y Marlon          | Renzo y Kratos                | Renzo y Kratos                |
| 9                             | Dickson y Natalia                 | Glock, Valentina, Hércules y Yoifer   | Campanita y Kratos            | Campanita y Kratos            |
| 10                            | Karen y Mapi                      | Glock, Karoline, Francisco y Hércules | Renzo                         | Renzo                         |
| 11                            | Karen y Natalia                   | Glock, Hércules y Yoifer              | Kratos                        | Kratos                        |
| 12                            | Dickson y Mapi                    | Karoline, Francisco y Hércules        |                               |                               |
| Etapa 3                       |                                   |                                       |                               |                               |
| Semana                        | Equipos                           | Equipos                               | Equipos                       | Equipos                       |
| Semana                        | Beta                              | Beta                                  | Omega                         | Omega                         |
| 13                            |                                   |                                       |                               |                               |
| 14                            | Dickson, Glock, Hércules y Yoifer | Dickson, Glock, Hércules y Yoifer     | Mapi y Francisco              | Mapi y Francisco              |
| 15                            | Dickson, Karoline y Hércules      | Dickson, Karoline y Hércules          | Francisco                     | Francisco                     |
| 16                            | Karoline                          | Karoline                              | Francisco                     | Francisco                     |
| Etapa 4                       |                                   |                                       |                               |                               |
| Semana                        | Equipos                           | Equipos                               | Equipos                       | Equipos                       |
| Semana                        | Equipo Pibe                       | Equipo Pibe                           | Equipo Tino                   | Equipo Tino                   |
| 17                            | Camila y Santi                    | Camila y Santi                        | Natalia y Be                  | Natalia y Be                  |
| 18                            |                                   |                                       | Luisa y Sensei                | Luisa y Sensei                |
| 19                            |                                   |                                       |                               |                               |
| 20                            |                                   |                                       | Natalia y Alejo               | Natalia y Alejo               |

| Desafío de sentencia y servicios | Desafío de sentencia y servicios  | Desafío de sentencia y servicios     | Desafío de sentencia y servicios       | Desafío de sentencia y servicios |
| Etapa 1                          | Etapa 1                           | Etapa 1                              | Etapa 1                                | Etapa 1                          |
| Semana                           | Equipos                           | Equipos                              | Equipos                                | Equipos                          |
| -------------------------------- | --------------------------------- | ------------------------------------ | -------------------------------------- | -------------------------------- |
| Semana                           | Alpha                             | Beta                                 | Gamma                                  | Omega                            |
| 1                                | Beba, Dickson, Danilo y Koke      | Darlyn, Luisa, Kevyn y Marlon        | Anamar, Karoline, Alexander y Vittorio | Ana, Gamboa, Campanita y Kratos  |
| 2                                | Dickson y Arandú                  | Luisa y Kevyn                        | Karoline                               | Campanita                        |
| 3                                | Karen, Dickson, Francisco y Santi | Darlyn, Luisa, Kevyn y Marlon        | Anamar, Glock y Hercules               | Descalificados                   |
| 4                                | Dickson y Karen                   | Valentina                            | Glock y Karoline                       | Renzo                            |
| Etapa 2                          |                                   |                                      |                                        |                                  |
| Semana                           | Equipos                           | Equipos                              | Equipos                                | Equipos                          |
| Semana                           | Alpha                             | Beta                                 | Omega                                  | Omega                            |
| 5                                |                                   |                                      |                                        |                                  |
| 6                                | Dickson, Karen y Natalia          | Darlyn, Glock, Valentina y Hércules  | Anamar, Gaspar, Lina y Kratos          | Anamar, Gaspar, Lina y Kratos    |
| 7                                | Dickson                           | Karoline y Yoifer                    | Renzo                                  | Renzo                            |
| 8                                | Karen                             | Glock, Arandú y Yoifer               | Alejo y Campanita                      | Alejo y Campanita                |
| 9                                | Karen y Mapi                      | Darlyn, Karoline, Arandú y Francisco | Alejo y Renzo                          | Alejo y Renzo                    |
| 10                               | Dickson y Natalia                 | Darlyn, Valentina, Arandú y Yoifer   | Alejo                                  | Alejo                            |
| 11                               | Dickson y Mapi                    | Karoline, Arandú y Francisco         | Alejo                                  | Alejo                            |
| 12                               | Karen y Natalia                   | Darlyn y Yoifer                      |                                        |                                  |
| Etapa 3                          |                                   |                                      |                                        |                                  |
| Semana                           | Equipos                           | Equipos                              | Equipos                                | Equipos                          |
| Semana                           | Beta                              | Beta                                 | Omega                                  | Omega                            |
| 13                               |                                   |                                      |                                        |                                  |
| 14                               | Darlyn, Karoline, Arandú y Kevyn  | Darlyn, Karoline, Arandú y Kevyn     | Natalia y Santi                        | Natalia y Santi                  |
| 15                               | Darlyn y Glock                    | Darlyn y Glock                       |                                        |                                  |
| 16                               | Glock                             | Glock                                | Santi                                  | Santi                            |
| Etapa 4                          |                                   |                                      |                                        |                                  |
| Semana                           | Equipos                           | Equipos                              | Equipos                                | Equipos                          |
| Semana                           | Equipo Pibe                       | Equipo Pibe                          | Equipo Tino                            | Equipo Tino                      |
| 17                               |                                   |                                      |                                        |                                  |
| 18                               | Karoline y Jerry                  | Karoline y Jerry                     | Darlyn, Natalia, Alejo y Be            | Darlyn, Natalia, Alejo y Be      |
| 19                               |                                   |                                      |                                        |                                  |
| 20                               |                                   |                                      | Darlyn y Be                            | Darlyn y Be                      |

| Desafío de sentencia y bienestar | Desafío de sentencia y bienestar | Desafío de sentencia y bienestar    | Desafío de sentencia y bienestar  | Desafío de sentencia y bienestar |
| Etapa 1                          | Etapa 1                          | Etapa 1                             | Etapa 1                           | Etapa 1                          |
| Semana                           | Equipos                          | Equipos                             | Equipos                           | Equipos                          |
| -------------------------------- | -------------------------------- | ----------------------------------- | --------------------------------- | -------------------------------- |
| Semana                           | Alpha                            | Beta                                | Gamma                             | Omega                            |
| 1                                | Karen, Mapi, Arandú y Koke       | Acero, Valentina, Caipe y Juan      | Glock, Natalia, Hércules y Yoifer | Gaspar, Lina, Alejo y Renzo      |
| 2                                | Beba, Karen y Santi              | Darlyn, Valentina y Caipe           | Glock y Natalia                   | Gamboa y Kratos                  |
| 3                                | Beba, Mapi y Danilo              | Darlyn y Luisa                      | Glock y Natalia                   | Renzo                            |
| 4                                | Beba, Mapi y Santi               | Darlyn y Kevyn                      | Anamar, Karoline y Alexander      | Campanita y Kratos               |
| Etapa 2                          |                                  |                                     |                                   |                                  |
| Semana                           | Equipos                          | Equipos                             | Equipos                           | Equipos                          |
| Semana                           | Alpha                            | Beta                                | Omega                             | Omega                            |
| 5                                | Francisco, Juan, Kevyn y Santi   | Arandú, Hércules, Marlon y Yoifer   | Alejo, Campanita, Kratos y Renzo  | Alejo, Campanita, Kratos y Renzo |
| 6                                | Mapi                             |                                     |                                   |                                  |
| 7                                | Mapi                             | Valentina y Hércules                | Kratos                            | Kratos                           |
| 8                                | Mapi                             | Karoline, Hércules y Yoifer         | Kratos y Renzo                    | Kratos y Renzo                   |
| 9                                | Dickson y Natalia                | Glock, Valentina, Hércules y Yoifer | Campanita y Kratos                | Campanita y Kratos               |
| 10                               | Karen y Mapi                     | Glock y Karoline                    | Kratos                            | Kratos                           |
| 11                               | Karen y Natalia                  | Glock, Hércules y Yoifer            | Renzo                             | Renzo                            |
| 12                               | Dickson y Mapi                   | Glock, Francisco y Hércules         |                                   |                                  |
| Etapa 3                          |                                  |                                     |                                   |                                  |
| Semana                           | Equipos                          | Equipos                             | Equipos                           | Equipos                          |
| Semana                           | Beta                             | Beta                                | Omega                             | Omega                            |
| 13                               | Glock y Hércules                 | Glock y Hércules                    | Natalia y Renzo                   | Natalia y Renzo                  |
| 14                               | Dickson y Hércules               | Dickson y Hércules                  |                                   |                                  |
| 15                               | Dickson, Glock y Karoline        | Dickson, Glock y Karoline           | Natalia                           | Natalia                          |
| 16                               | Karoline                         | Karoline                            | Francisco                         | Francisco                        |
| Etapa 4                          |                                  |                                     |                                   |                                  |
| Semana                           | Equipos                          | Equipos                             | Equipos                           | Equipos                          |
| Semana                           | Equipo Pibe                      | Equipo Pibe                         | Equipo Tino                       | Equipo Tino                      |
| 17                               | Karen, Karoline, Jerry y Santi   | Karen, Karoline, Jerry y Santi      | Darlyn, Natalia, Be y Sensei      | Darlyn, Natalia, Be y Sensei     |
| 18                               |                                  |                                     | Luisa y Francisco                 | Luisa y Francisco                |
| 19                               |                                  |                                     |                                   |                                  |
| 20                               |                                  |                                     | Luisa y Sensei                    | Luisa y Sensei                   |

| Desafío de sentencia, premio y castigo | Desafío de sentencia, premio y castigo | Desafío de sentencia, premio y castigo | Desafío de sentencia, premio y castigo | Desafío de sentencia, premio y castigo |
| Etapa 1                                | Etapa 1                                | Etapa 1                                | Etapa 1                                | Etapa 1                                |
| Semana                                 | Equipos                                | Equipos                                | Equipos                                | Equipos                                |
| -------------------------------------- | -------------------------------------- | -------------------------------------- | -------------------------------------- | -------------------------------------- |
| Semana                                 | Alpha                                  | Beta                                   | Gamma                                  | Omega                                  |
| 1                                      |                                        |                                        |                                        |                                        |
| 2                                      |                                        |                                        |                                        |                                        |
| 3                                      |                                        |                                        |                                        |                                        |
| 4                                      |                                        |                                        |                                        |                                        |
| Etapa 2                                |                                        |                                        |                                        |                                        |
| Semana                                 | Equipos                                | Equipos                                | Equipos                                | Equipos                                |
| Semana                                 | Alpha                                  | Beta                                   | Omega                                  | Omega                                  |
| 5                                      |                                        |                                        |                                        |                                        |
| 6                                      |                                        |                                        |                                        |                                        |
| 7                                      |                                        |                                        |                                        |                                        |
| 8                                      |                                        |                                        |                                        |                                        |
| 9                                      |                                        |                                        |                                        |                                        |
| 10                                     |                                        |                                        |                                        |                                        |
| 11                                     |                                        |                                        |                                        |                                        |
| 12                                     |                                        |                                        |                                        |                                        |
| Etapa 3                                |                                        |                                        |                                        |                                        |
| Semana                                 | Equipos                                | Equipos                                | Equipos                                | Equipos                                |
| Semana                                 | Beta                                   | Beta                                   | Omega                                  | Omega                                  |
| 13                                     |                                        |                                        |                                        |                                        |
| 14                                     |                                        |                                        |                                        |                                        |
| 15                                     |                                        |                                        |                                        |                                        |
| 16                                     |                                        |                                        |                                        |                                        |
| Etapa 4                                |                                        |                                        |                                        |                                        |
| Semana                                 | Equipos                                | Equipos                                | Equipos                                | Equipos                                |
| Semana                                 | Equipo Pibe                            | Equipo Pibe                            | Equipo Tino                            | Equipo Tino                            |
| 17                                     |                                        |                                        |                                        |                                        |
| 18                                     |                                        |                                        |                                        |                                        |
| 19                                     |                                        |                                        |                                        |                                        |
| 20                                     |                                        |                                        |                                        |                                        |

Leyenda
     Es eximido para igualar el número de participantes en un equipo.
     No es seleccionado para representar al equipo en la prueba.
     El equipo no compite y en su lugar elige a uno o dos representantes.
     No compite por accidente o enfermedad.
     El equipo no compite en la prueba al tener un participante enfermo sin reportarlo.

## Audiencia
| Registro del Índice de audiencia | Registro del Índice de audiencia | Registro del Índice de audiencia                                 | Registro del Índice de audiencia | Registro del Índice de audiencia |
| Ep N.º                           | Fecha                            | Descripción                                                      | Rating Personas                  | Posición                         |
| Abril                            | Abril                            | Abril                                                            | Abril                            | Abril                            |
| -------------------------------- | -------------------------------- | ---------------------------------------------------------------- | -------------------------------- | -------------------------------- |
| 1                                | 01/04/2024                       | Desafío de Capitanes                                             | 12.0                             | Primero                          |
| 2                                | 02/04/2024                       | Desafío de sentencia y hambre / Desafío de sentencia y servicios | 11.0                             | Primero                          |
| 3                                | 03/04/2024                       | Desafío de sentencia y bienestar                                 | 12.0                             | Primero                          |
| 4                                | 04/04/2024                       | Desafío de sentencia, premio y castigo                           | 10.7                             | Primero                          |
| 5                                | 05/04/2024                       | Desafío a Muerte                                                 | 9.6                              | Primero                          |
| 6                                | 08/04/2024                       | Desafío de sentencia y hambre                                    | 10.7                             | Primero                          |
| 7                                | 09/04/2024                       | Desafío de sentencia y servicios                                 | 10.3                             | Primero                          |
| 8                                | 10/04/2024                       | Desafío de sentencia y bienestar                                 | 10.1                             | Primero                          |
| 9                                | 11/04/2024                       | Desafío de sentencia, premio y castigo                           | 10.3                             | Primero                          |
| 10                               | 12/04/2024                       | Desafío a Muerte                                                 | 9.4                              | Primero                          |
| 11                               | 15/04/2024                       | Desafío de sentencia y hambre                                    | 10.0                             | Segundo                          |
| 12                               | 16/04/2024                       | Desafío de sentencia y servicios                                 | 10.8                             | Primero                          |
| 13                               | 17/04/2024                       | Desafío de sentencia y bienestar                                 | 10.8                             | Primero                          |
| 14                               | 18/04/2024                       | Desafío de sentencia, premio y castigo                           | 10.4                             | Primero                          |
| 15                               | 19/04/2024                       | Desafío a Muerte                                                 | 11.5                             | Primero                          |
| 16                               | 22/04/2024                       | Desafío de sentencia y hambre                                    | 11.9                             | Primero                          |
| 17                               | 23/04/2024                       | Desafío de sentencia y servicios                                 | 11.4                             | Primero                          |
| 18                               | 24/04/2024                       | Desafío de sentencia y bienestar                                 | 11.3                             | Primero                          |
| 19                               | 25/04/2024                       | Desafío de sentencia, premio y castigo                           | 11.0                             | Primero                          |
| 20                               | 26/04/2024                       | Desafío a Muerte                                                 | 11.7                             | Primero                          |
| 21                               | 29/04/2024                       | Desafío de Capitanas                                             | 12.8                             | Primero                          |
| 22                               | 30/04/2024                       | Desafío de sentencia y hambre                                    | 11.5                             | Primero                          |
| Mayo                             |                                  |                                                                  |                                  |                                  |
| 23                               | 02/05/2024                       | Desafío de sentencia y servicios                                 | 12.0                             | Primero                          |
| 24                               | 03/05/2024                       | Desafío de sentencia y bienestar                                 | 11.9                             | Primero                          |
| 25                               | 06/05/2024                       | Desafío de sentencia, premio y castigo                           | 12.3                             | Primero                          |
| 26                               | 07/05/2024                       | Desafío a Muerte                                                 | 11.7                             | Primero                          |
| 27                               | 08/05/2024                       | Desafío de sentencia y hambre                                    | 11.6                             | Primero                          |
| 28                               | 09/05/2024                       | Desafío de sentencia y servicios                                 | 12.6                             | Primero                          |
| 29                               | 10/05/2024                       | Desafío de sentencia y bienestar                                 | 11.0                             | Primero                          |
| 30                               | 14/05/2024                       | Desafío de sentencia, premio y castigo                           | 11.5                             | Primero                          |
| 31                               | 15/05/2024                       | Desafío a Muerte                                                 | 12.6                             | Primero                          |
| 32                               | 16/05/2024                       | Desafío de sentencia y hambre                                    | 11.9                             | Primero                          |
| 33                               | 17/05/2024                       | Desafío de sentencia y servicios                                 | 11.6                             | Primero                          |
| 34                               | 20/05/2024                       | Desafío de sentencia y bienestar                                 | 12.0                             | Primero                          |
| 35                               | 21/05/2024                       | Desafío de sentencia, premio y castigo                           | 12.5                             | Primero                          |
| 36                               | 22/05/2024                       | Desafío a Muerte                                                 | 13.3                             | Primero                          |
| 37                               | 23/05/2024                       | Desafío de sentencia y hambre                                    | 11.8                             | Primero                          |
| 38                               | 24/05/2024                       | Desafío de sentencia y servicios                                 | 12.3                             | Primero                          |
| 39                               | 27/05/2024                       | Desafío de sentencia y bienestar                                 | 13.2                             | Primero                          |
| 40                               | 28/05/2024                       | Desafío de sentencia, premio y castigo                           | 13.3                             | Primero                          |
| 41                               | 29/05/2024                       | Desafío a Muerte                                                 | 13.6                             | Primero                          |
| 42                               | 30/05/2024                       | Desafío de sentencia y hambre                                    | 12.5                             | Primero                          |
| 43                               | 31/05/2024                       | Desafío de sentencia y servicios                                 | 11.7                             | Primero                          |
| Junio                            |                                  |                                                                  |                                  |                                  |
| 44                               | 04/06/2024                       | Desafío de sentencia y bienestar                                 | 13.0                             | Primero                          |
| 45                               | 05/06/2024                       | Desafío de sentencia, premio y castigo                           | 13.6                             | Primero                          |
| 46                               | 06/06/2024                       | Desafío a Muerte                                                 | 12.2                             | Primero                          |
| 47                               | 07/06/2024                       | Desafío de sentencia y hambre                                    | 12.8                             | Primero                          |
| 48                               | 11/06/2024                       | Desafío de sentencia y servicios                                 | 13.5                             | Primero                          |
| 49                               | 12/06/2024                       | Desafío de sentencia y bienestar                                 | 12.1                             | Primero                          |
| 50                               | 13/06/2024                       | Desafío de sentencia, premio y castigo                           | 12.4                             | Primero                          |
| 51                               | 14/06/2024                       | Desafío a Muerte                                                 | 12.1                             | Primero                          |
| 52                               | 17/06/2024                       | Desafío de sentencia y hambre                                    | 12.3                             | Primero                          |
| 53                               | 18/06/2024                       | Desafío de sentencia y servicios                                 | 12.1                             | Primero                          |
| 54                               | 19/06/2024                       | Desafío de sentencia y bienestar                                 | 11.4                             | Primero                          |
| 55                               | 21/06/2024                       | Desafío de sentencia, premio y castigo                           | 11.1                             | Primero                          |
| 56                               | 24/06/2024                       | Desafío a Muerte                                                 | 13.0                             | Tercero                          |
| 57                               | 25/06/2024                       | Desafío de sentencia y hambre                                    | 11.4                             | Primero                          |
| 58                               | 26/06/2024                       | Desafío de sentencia y servicios                                 | 11.4                             | Primero                          |
| 59                               | 27/06/2024                       | Desafío de sentencia y bienestar                                 | 10.1                             | Primero                          |
| 60                               | 28/06/2024                       | Desafío de sentencia, premio y castigo                           | 11.4                             | Tercero                          |
| Julio                            |                                  |                                                                  |                                  |                                  |
| 61                               | 03/07/2024                       | Desafío a Muerte                                                 | 12.1                             | Primero                          |
| 62                               | 04/07/2024                       | Desafío de Capitanes                                             | 11.7                             | Primero                          |
| 63                               | 05/07/2024                       | Desafío de sentencia y hambre                                    | 11.1                             | Primero                          |
| 64                               | 08/07/2024                       | Desafío de sentencia y servicios                                 | 11.9                             | Primero                          |
| 65                               | 09/07/2024                       | Desafío de sentencia y bienestar                                 | 10.7                             | Primero                          |
| 66                               | 11/07/2024                       | Desafío de sentencia, premio y castigo                           | 11.8                             | Primero                          |
| 67                               | 12/07/2024                       | Desafío a Muerte                                                 | 11.7                             | Primero                          |
| 68                               | 15/07/2024                       | Desafío de sentencia y hambre                                    | 10.6                             | Primero                          |
| 69                               | 16/07/2024                       | Desafío de sentencia y servicios                                 | 11.3                             | Primero                          |
| 70                               | 17/07/2024                       | Desafío de sentencia y bienestar                                 | 11.5                             | Primero                          |
| 71                               | 18/07/2024                       | Desafío de sentencia, premio y castigo                           | 11.5                             | Primero                          |
| 72                               | 19/07/2024                       | Desafío a Muerte                                                 | 10.9                             | Primero                          |
| 73                               | 22/07/2024                       | Desafío de sentencia y hambre                                    | 11.9                             | Primero                          |
| 74                               | 23/07/2024                       | Desafío de sentencia y servicios                                 | 11.1                             | Primero                          |
| 75                               | 24/07/2024                       | Desafío de sentencia y bienestar                                 | 10.8                             | Primero                          |
| 76                               | 25/07/2024                       | Desafío de sentencia, premio y castigo                           | 11.3                             | Primero                          |
| 77                               | 26/07/2024                       | Desafío a Muerte                                                 | 10.5                             | Primero                          |
| 78                               | 29/07/2024                       | Desafío de sentencia y hambre                                    | 11.9                             | Primero                          |
| 79                               | 30/07/2024                       | Desafío de sentencia y servicios                                 | 11.7                             | Primero                          |
| 80                               | 31/07/2024                       | Desafío de sentencia y bienestar                                 | 11.7                             | Primero                          |
| Agosto                           |                                  |                                                                  |                                  |                                  |
| 81                               | 01/08/2024                       | Desafío de sentencia, premio y castigo                           | 12.1                             | Primero                          |
| 82                               | 02/08/2024                       | Desafío a Muerte                                                 | 10.9                             | Primero                          |
| 83                               | 05/08/2024                       | Desafío X Todo                                                   | 11.7                             | Primero                          |
| 84                               | 06/08/2024                       | Celebración de Premio                                            | 11.6                             | Primero                          |
| 85                               | 08/08/2024                       | Formación de nuevos equipos                                      | 12.2                             | Primero                          |
| 86                               | 09/08/2024                       | Llegada de Exparticipantes                                       | 12.0                             | Primero                          |
| 87                               | 12/08/2024                       | La Gran Apuesta                                                  | 12.5                             | Primero                          |
| 88                               | 13/08/2024                       | Desafío de sentencia y hambre                                    | 12.6                             | Primero                          |
| 89                               | 14/08/2024                       | Desafío de sentencia y servicios                                 | 11.7                             | Primero                          |
| 90                               | 15/08/2024                       | Desafío de sentencia y bienestar                                 | 11.5                             | Primero                          |
| 91                               | 16/08/2024                       | Desafío de sentencia, premio y castigo                           | 9.6                              | Primero                          |
| 92                               | 20/08/2024                       | Desafío a Muerte                                                 | 11.8                             | Primero                          |
| 93                               | 21/08/2024                       | Desafío de sentencia y hambre                                    | 11.3                             | Primero                          |
| 94                               | 22/08/2024                       | Desafío de sentencia y servicios                                 | 11.3                             | Primero                          |
| 95                               | 23/08/2024                       | Desafío de sentencia y bienestar                                 | 10.7                             | Primero                          |
| 96                               | 26/08/2024                       | Desafío de sentencia, premio y castigo                           | 11.5                             | Primero                          |
| 97                               | 27/08/2024                       | Desafío a Muerte                                                 | 12.2                             | Primero                          |
| 98                               | 28/08/2024                       | Desafío de sentencia y hambre                                    | 11.4                             | Primero                          |
| 99                               | 29/08/2024                       | Desafío de sentencia y servicios                                 | 11.6                             | Primero                          |
| 100                              | 30/08/2024                       | Desafío de sentencia y bienestar                                 | 10.9                             | Primero                          |
| Septiembre                       |                                  |                                                                  |                                  |                                  |
| 101                              | 02/09/2024                       | Desafío de sentencia, premio y castigo                           | 11.5                             | Primero                          |
| 102                              | 04/09/2024                       | Desafío a Muerte                                                 | 12.1                             | Primero                          |
| 103                              | 09/09/2024                       | Desafío de sentencia y hambre                                    | 11.6                             | Primero                          |
| 104                              | 12/09/2024                       | Desafío de sentencia y servicios                                 | 11.8                             | Primero                          |
| 105                              | 13/09/2024                       | Desafío de sentencia y bienestar                                 | 10.0                             | Primero                          |
| 106                              | 16/09/2024                       | Desafío de sentencia, premio y castigo                           | 11.0                             | Primero                          |
| 107                              | 17/09/2024                       | Desafío a Muerte                                                 | 10.5                             | Primero                          |
| 108                              | 19/09/2024                       | La Revancha                                                      | 10.4                             | Primero                          |
| 109                              | 20/09/2024                       | Duelo de Salvación 1                                             | 10.8                             | Primero                          |
| 110                              | 23/09/2024                       | Duelo de Salvación 2                                             | 11.1                             | Primero                          |
| 111                              | 24/09/2024                       | Desafío a Muerte                                                 | 11.5                             | Primero                          |
| 112                              | 25/09/2024                       | Desafío Final                                                    | 11.7                             | Primero                          |
| 113                              | 26/09/2024                       | Desafío de los Favoritos                                         | 12.0                             | Primero                          |
| 114                              | 27/09/2024                       | Gran Final                                                       | 12.9                             | Primero                          |

Leyenda
     Emisión más vista.
     Emisión menos vista.